# Schlesische Beskiden

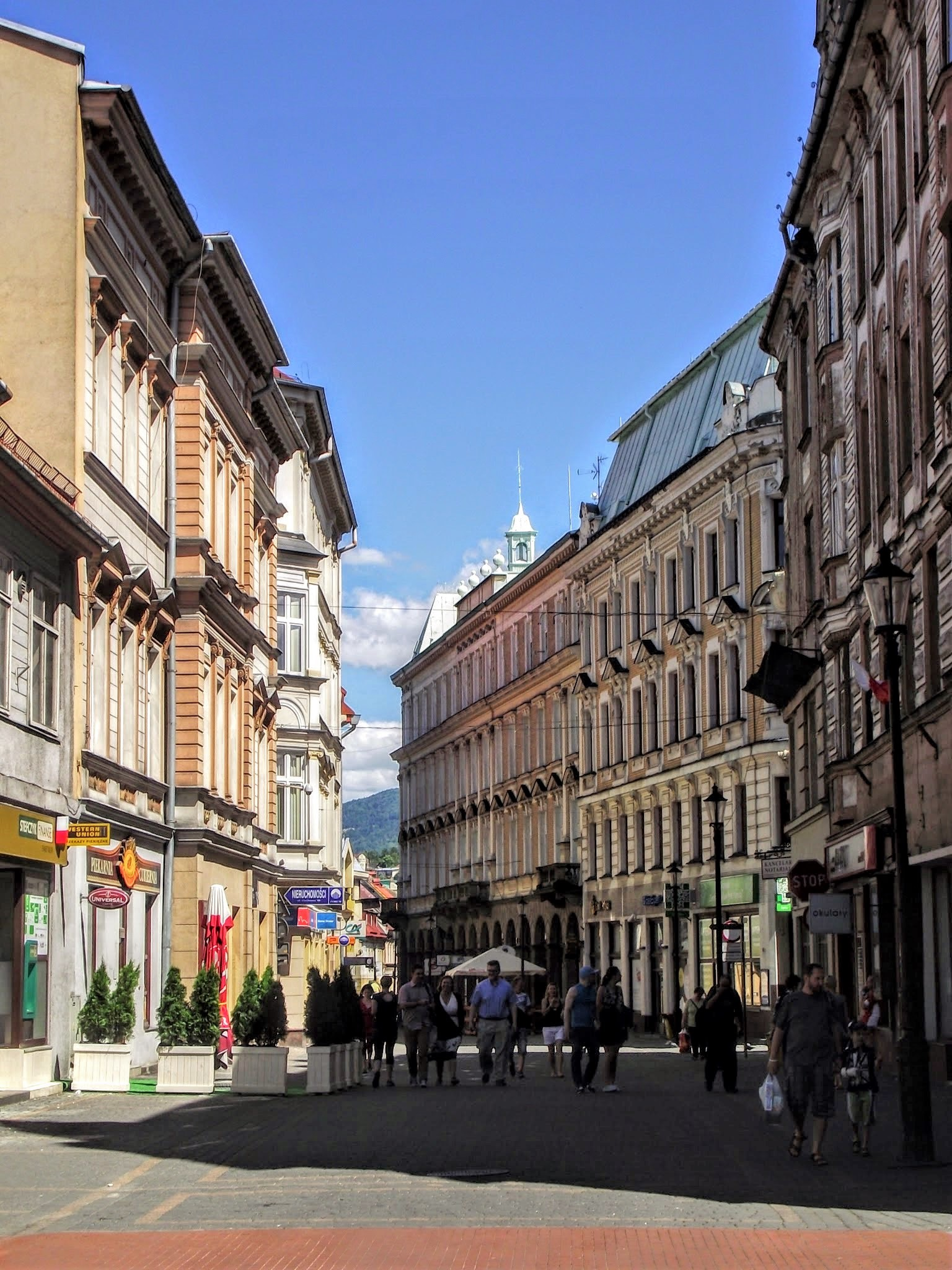
Straße in der Altstadt von Bielsko-Biała

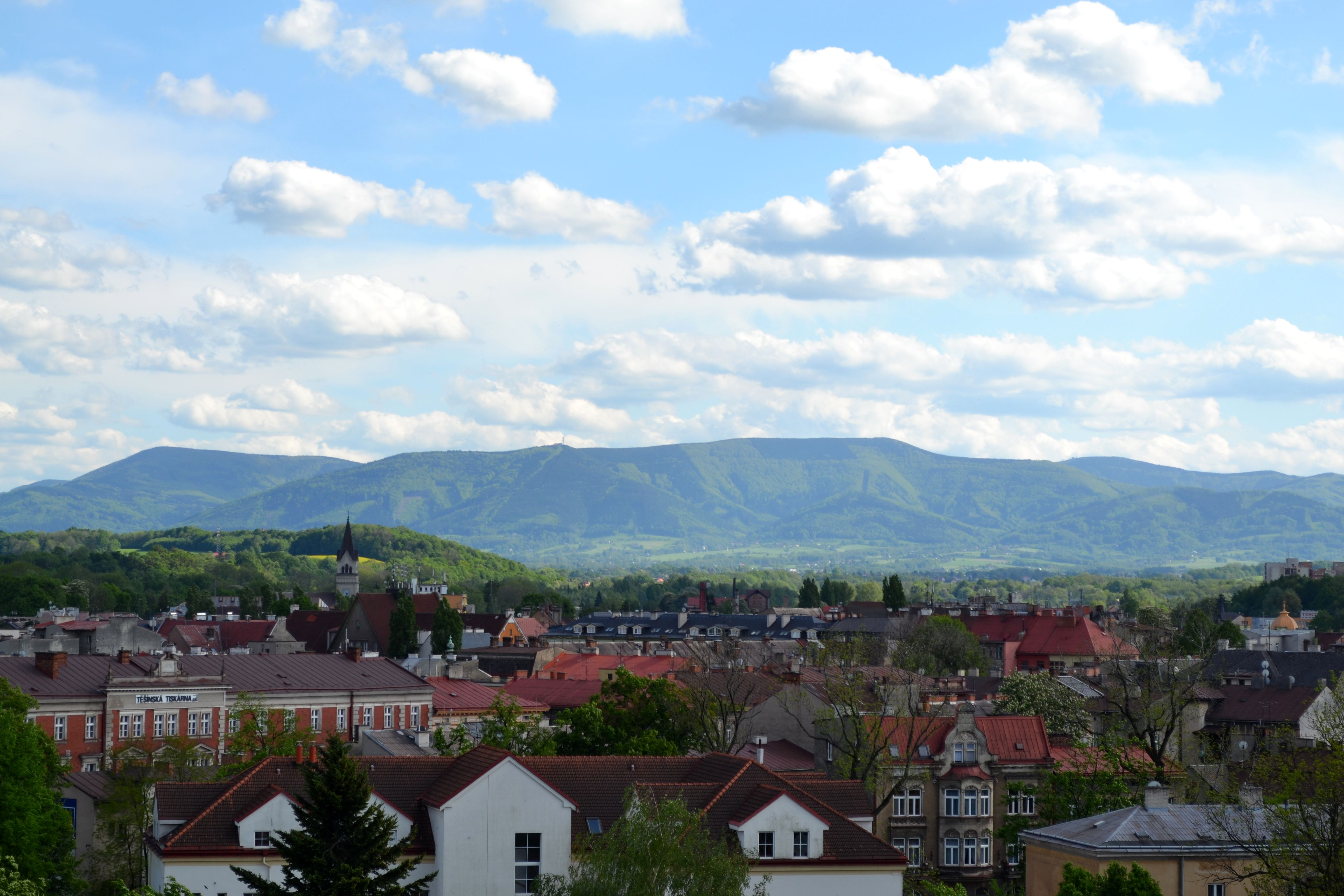
Blick von der Teschener Burg aus

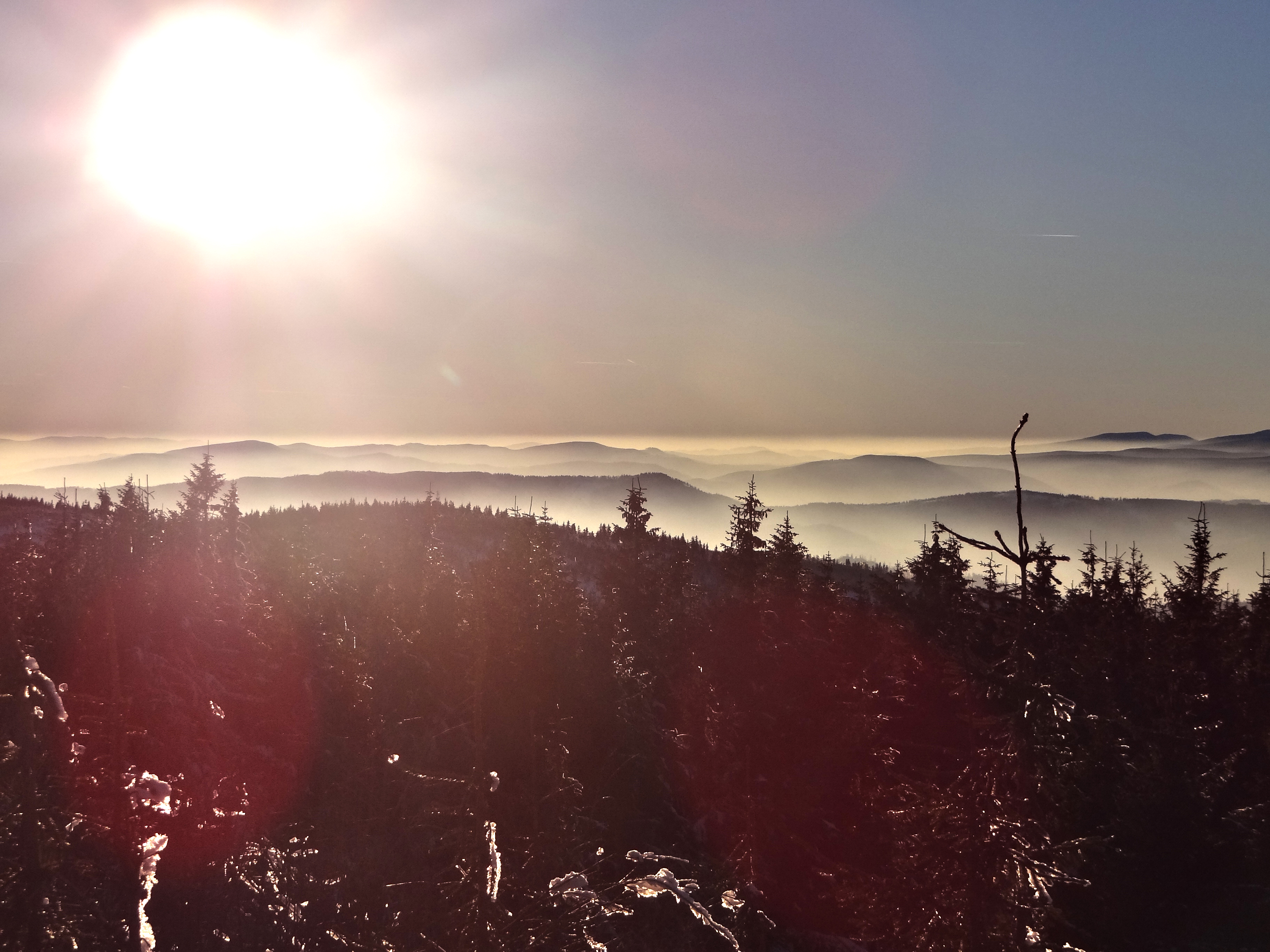
Panorama vom Skrzyczne aus

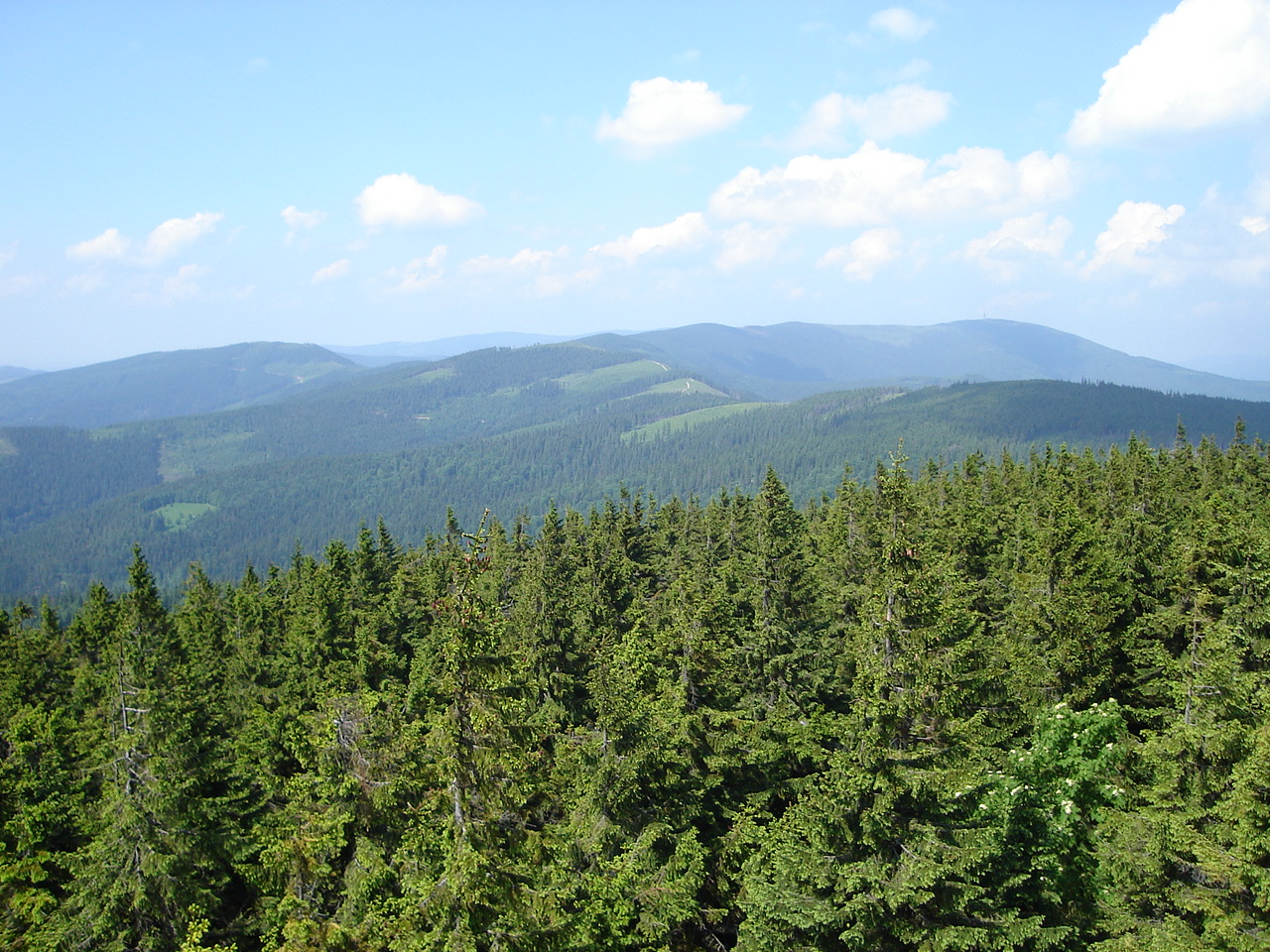
Panorama mit Skrzyczne

Die Schlesischen Beskiden (polnisch Beskid Śląski; tschechisch Slezské Beskydy) sind ein Gebirgszug der Westbeskiden in Polen und Tschechien.

## Etymologie
Zur Etymologie des Begriffs Beskiden siehe dort. Die Schlesischen Beskiden bilden einen Teil der Beskiden, der zum großen Teil im äußersten Südosten Schlesiens liegt. Dabei liegen die Schlesischen Beskiden jedoch weder vollständig im historischen Schlesien (die Osthänge sind Teil des kleinpolnischen Saybuscher Lands), noch sind die Schlesischen Beskiden der einzige Gebirgszug der Beskiden, der im historischen Schlesien liegt. Sie liegen auch nicht ausschließlich in der neuen Woiwodschaft Schlesien, denn die Westhänge des Czantoria-Kamms gehören zu Tschechien.

## Geschichte
Die Schlesischen Beskiden wurden durch die Mährische Pforte aus dem Donauraum besiedelt. Bis zur Steinzeit waren die Bewohner der Schlesischen Beskiden Jäger und Sammler. Um 2500 vor Chr. wurden die ersten Bauern sesshaft. Westlich der Schlesischen Beskiden verlief die Bernsteinstraße vom römischen Reich bis zur Ostsee. In der Region gefundene römische Münzen werden im Stadtmuseum in Cieszyn ausgestellt. Im 9. Jahrhundert kamen die Schlesischen Beskiden unter den Einfluss des Großmährischen Reichs und im 10. Jahrhundert an Polen. Während des polnischen Partikularismus entstand 1290 das Herzogtum Teschen der Schlesischen Piasten, das 1348 die Böhmische Lehensherrschaft anerkannte und zu dem der Großteil der Schlesischen Beskiden gehörte. Die Ost- und Südhänge des Barania-Kamms waren Teil des 1315 abgetrennten Herzogtums Auschwitz, das 1457 wieder an Polen kam. Die mittelalterliche Besiedlung erfolgte entlang den Flusstälern der Weichsel und Olsa. 1653 starben die Schlesischen Piasten in Teschen aus und das Herzogtum Teschen kam unmittelbar an die Habsburger. Durch die Erste Polnische Teilung 1772 kamen auch der östliche und der südliche Teil der Schlesischen Beskiden als Teil Galiziens an die Habsburger. Die touristische Erschließung des Gebiets begann im 19. Jahrhundert durch die Polnische Tatra-Gesellschaft, den Beskidenverein und den polnischen Tourismusverein Beskid. Nach dem Ende des Ersten Weltkriegs wurde die polnisch-tschechoslowakische Grenze am Westrand der Schlesischen Beskiden auf dem Czantoria-Kamm gezogen. Diese Grenzziehung wurde nach dem Zweiten Weltkrieg bestätigt. Nach dem Zerfall der Tschechoslowakei kam ihr Anteil an Tschechien.

## Politische Einteilung
Bedeutendste Städte, die den Schlesischen Beskiden vorgelagert sind, sind im Schlesischen Vorgebirge im Norden: Bielsko-Biała, Cieszyn und Skoczów sowie im Saybuscher Becken im Osten Żywiec.
Gemeinden, die Anteil an den Schlesischen Beskiden haben, sind:
| Ortschaft          | Bevölkerung | Fläche     | am Fluss | Bild: |
| ------------------ | ----------- | ---------- | -------- | ----- |
| Bielsko-Biała      | 176.453     | 124,51 km² | Biała    |       |
| Ustroń             | 015.415     | 058,92 km² | Weichsel |       |
| Wisła              | 011.810     | 110,26 km² | Weichsel |       |
| Istebna            | 011.279     | 084,25 km² | Olsa     |       |
| Brenna             | 010.164     | 095,54 km² | Brennica |       |
| Szczyrk            | 005.810     | 039,07 km² | Żylica   |       |
| Wilkowice          | 013.327     | 033,90 km² |          |       |
| Buczkowice         | 011.126     | 019,33 km² |          |       |
| Łodygowice         | 014.131     | 035,20 km² |          |       |
| Lipowa             | 010.497     | 058,08 km² |          |       |
| Radziechowy-Wieprz | 013.086     | 065,94 km² |          |       |
| Węgierska Górka    | 015.107     | 077,06 km² | Soła     |       |
| Milówka            | 010.047     | 098,33 km² | Soła     |       |
| Jaworze            | 007.191     | 021,13 km² |          |       |
| Leszna Górna       | 000540      | 009,06 km² |          |       |

## Geologie
Die Schlesischen Beskiden sind, ähnlich wie die ganzen Karpaten, ein relativ junges Faltengebirge. Sie entstanden während der Alpidischen Orogenese vor ca. 20 Millionen Jahren und gehören damit zu den jüngsten Bergketten in Polen. Sie bestehen ähnlich wie die meisten Gebirgszüge der Beskiden aus dem nördlichen Karpatenflysch, also aus Sedimenten und Sedimentgesteinen – insbesondere Konglomerat, Sandstein, Schiefer, Mergel und Kalkstein. Die Steine entstanden am Meeresgrund der Tethys, in einer Zeitspanne von ca. 200 Millionen Jahren (bis ins Oberjura). Die ältesten Gesteine – die sogenannten Teschener Schichten – findet man am Tuł und Jasieniowa, wobei letzterer bereits zum Schlesischen Vorgebirge gezählt wird. Einige wenige Gesteinsschichten sind vulkanischen Ursprungs.
In den Schlesischen Beskiden treten Mineralquellen auf, die insbesondere in Ustroń genutzt werden.
Die Schlesischen Beskiden sind der Gebirgszug der Beskiden, in dem die meisten Höhlen auftreten. Insgesamt sind derzeit 415 Höhlen bekannt, deren erforschte Gesamtlänge 12.276 km beträgt.

## Panorama

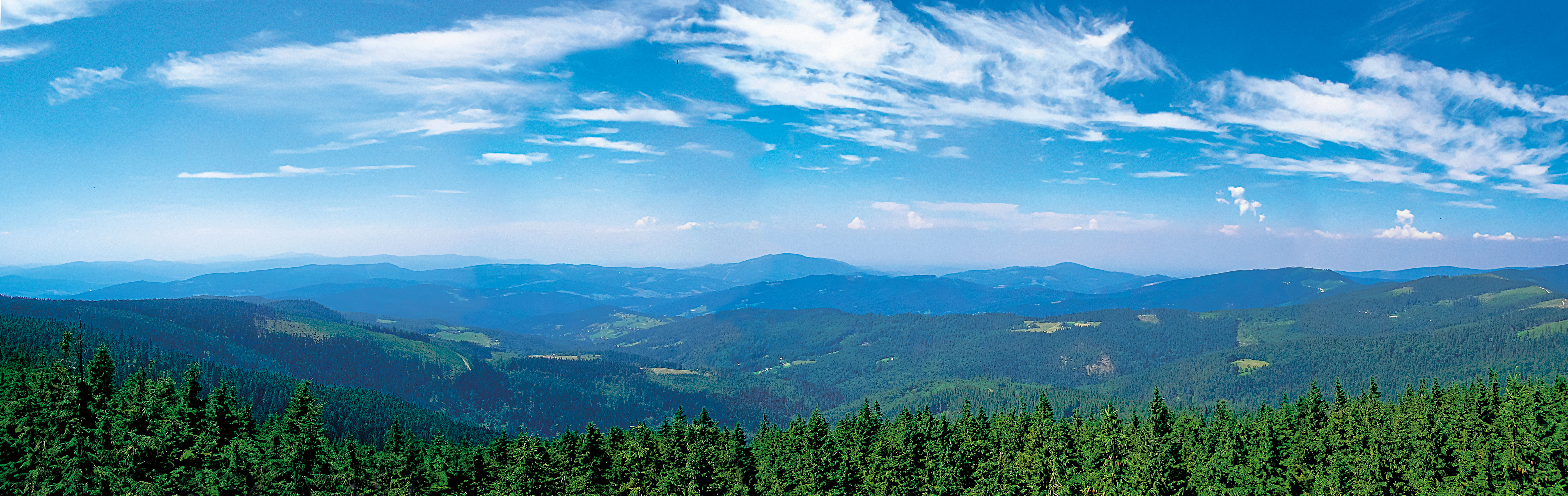
Panorama von der Barania Góra

## Geographie
Die Schlesischen Beskiden erstrecken sich südwestlich der Stadt Bielsko-Biała und südöstlich der Stadt Cieszyn hauptsächlich auf polnischem Gebiet. Die Westhänge des Czantoria-Kamms gehören zu Tschechien. Im Süden reichen sie bis etwa fünf Kilometer nördlich des Dreiländerecks Polen-Tschechien-Slowakei.
Nach Norden gehen die Schlesischen Beskiden in das Schlesische Vorgebirge und im Nordosten, getrennt durch das Tal der Biała (Wolfsdorfer Tor), in die Kleinen Beskiden über. Im Osten senkt sich der Gebirgszug in das Saybuscher Becken ab, hinter dem sich die Beskid Makowski (Makower oder Mittelbeskiden) anschließen. Südöstlich bilden die Soła und der Bergpass Przełęcz Zwardońska die natürliche Abgrenzung zu den Saybuscher Beskiden. Im Südwesten trennt das Tal der Olsa die Schlesischen Beskiden vom Jablunkauer Bergland. Die gleichfalls von der Olsa durchflossene Jablunkauer Furche trennt den Gebirgszug im Westen von den Mährisch-Schlesischen Beskiden. Nordwestlich schließen sich das Beskidenvorland und das Ostrauer Becken an.
Das überwiegend bewaldete Gebirge mit einer Fläche von 560 km² liegt größtenteils auf polnischem Territorium, der tschechische Anteil beträgt 54 km². Höchste Erhebung ist der Skrzyczne (1257 m n.p.m.).
Die Schlesischen Beskiden lassen sich in die folgenden Gebirgskämme unterteilen:
- Czantoria-Kamm (Pasmo Czantorii), westlich der Weichsel
- Barania-Kamm (Pasmo Baraniej Góry bzw. Pasmo Wiślańskie), östlich der Weichsel
- Klimczok-Kamm (Pasmo Klimczoka), nördlich an den Barania-Kamm anschließend
- Równica-Kamm (Pasmo Równicy), zwischen dem Weichsel-Tal und dem Brennica-Tal

## Topographie
Die Schlesischen Beskiden sind ein Mittelgebirge. Mit 1257 m n.p.m.  zählen sie zu den höheren Mittelgebirgen in Mitteleuropa.

### Berge
20 Gipfel der Schlesischen Beskiden überschreiten die 1000-Meter-Grenze. Sie liegen alle auf polnischem Gebiet. Die Czantoria Wielka an der polnisch-tschechischen Grenze ist mit 995 m der höchste tschechische Gipfel der Schlesischen Beskiden.

#### Im Czantoria-Kamm
Czantoria Wielka (995 m), Kiczory (990 m), Stożek Wielki (978 m), Kyrkawica (973 m), Cieślar (918 m), Soszów Wielki (886 m), Czantoria Mała (866 m), Stożek Mały (843 m), Młoda Góra (834 m), Soszów Mały (762 m), Bukowa (713 m), Ostry (709 m), Krzywy (646 m), Tuł (621 m) Czajka (572 m) und Wróżna (571 m).

#### Im Barania-Kamm
Skrzyczne (1257 m), Barania Góra (1220 m), Małe Skrzyczne (1211 m), Wierch Wisełka (1192 m), Równiański Wierch (1160 m), Zielony Kopiec (1152 m), Malinowska Skała (1152 m), Magurka Wiślańska (1129 m), Przysłop (1029 m), Jaworzyna (1020 m), Ostre (930 m), Skalite (864 m), Kubalonka (830 m), Beskidek (830 m), Góra Zabawa (823 m), Mała Cisowa (828 m), Szarcula (803 m), Kołowrót (798 m), Motykowa Górka (792 m), Filipionki (779 m), Kozińce (776 m), Niesłychany Groń (744 m), Zadni Groń (728 m), Górna Równia (676 m), Mała Barania (659 m) und Równia (610 m).
- im nördlichen Seitenkamm Malinów (1114 m), Pass Przełęcz Salmopolska (934 m), Grabowa (907 m), Kotarz (948 m), Hyrca (929 m), Beskid Węgierski (930 m), Beskid (860 m) und der Pass Przełęcz Karkoszczonka (736 m),
- im südlichen Seitenkamm Karolówka (930 m), Gańczorka (901 m), Tyniok (892 m), Pass Przełęcz Koniakowska (732 m), Sołowy Wierch (850 m), Ochodzita (894 m), Koczy Zamek (847 m), Siwoniowski (798 m), Złoty Groń (710 m) und Szyroki Wierch (702 m),
- im östlichen Seitenkamm Trzy Kopce (1082 m), Stołów (1035 m), Kościelec (1022 m), Magurka Radziechowska (1108 m), Muronka (1021 m), Glinne (1034 m), Wielka Cisowa (872 m), Czerwieńska Grapa (838 m), Cupel (882 m), Cupel (736 m), Łazek (713 m), Syberia (637 m), Zebrzydka (579 m) und Sumowa Grapa,
- sowie im westlichen Seitenkamm Stary Groń (798 m), Horzelica (797 m) und Cienków (957 m).

#### Im Klimczok-Kamm
Klimczok (1117 m) mit dem Pass Przełęcz Siodło (1042 m), Magura (1095 m), Szyndzielnia (1028 m), Błatnia (917 m), Pod Błatnią (853 m), Przykra (824 m), Wielka Polana (788 m), Wysokie (756 m), Cuberniok (731 m), Kopany (690 m), Palenica (688 m), Dębowiec (686 m), Kozia Góra (683 m) und Bucznik (683 m).

#### Im Równica-Kamm
Równica (884 m), Smerekowiec (835 m), Gościejów (818 m), Orłowa (813 m), Trzy Kopce Wiślańskie (810 m), Jawierzny (799 m), Kamienny (790 m), Obora (790 m), Tokarnia (712 m), Lipowski Groń (743 m), Żar (688 m), Palenica (672 m) und Skalica (487 m).

### Bergpässe
Die meisten Bergpässe der Schlesischen Beskiden liegen auf dem Barania-Kamm.
| Name des Bergpasses     | Deutsche Bezeichnung      | Höhe (m.n.p.m.) | Anmerkung                                                      |
| ----------------------- | ------------------------- | --------------- | -------------------------------------------------------------- |
| Przełęcz Baracht        | Baracht-Pass              | 765             | Barania-Kamm, Polen                                            |
| Przełęcz Beskidek       | Beskidek-Pass             | 668             | Barania-Kamm, Polen                                            |
| Przełęcz Beskidek       | Beskidek-Pass             | 684             | Czantoria-Kamm, Polen und Tschechien                           |
| Brama Wilkowicka        | Wolfsdorfer Tor           | 415             | Schlesische Beskiden/Kleine Beskiden, Polen                    |
| Przełęcz Jabłonkowska   | Jablunkapass              | 553             | Schlesische Beskiden/Mährisch-Schlesische Beskiden, Tschechien |
| Przełęcz Karkoszczonka  | Karkoszczonka-Pass        | 729             | Barania-Kamm, Polen                                            |
| Przełęcz Kołowrót       | Kołowrót-Pass             | 770             | Barania-Kamm, Polen                                            |
| Przełęcz Koniakowska    | Kaniaków-Pass             | 766             | Barania-Kamm, Polen                                            |
| Przełęcz Kozia          | Ziegen-Pass               | 608             | Barania-Kamm, Polen                                            |
| Przełęcz Kubalonka      | Kubalonka-Pass            | 758             | Barania-Kamm, Polen                                            |
| Przełęcz Łączecko       | Łączecko-Pass             | 774             | Czantoria-Kamm, Polen                                          |
| Przełęcz nad Roztocznym | Über dem Roztoczny-Pass   | 1058            | Barania-Kamm, Polen                                            |
| Przełęcz pod Tułem      | Unter dem Tuł-Pass        | 535             | Czantoria-Kamm, Polen                                          |
| Przełęcz pod Zebrzydką  | Unter dem Zebrzydka-Pass  | 520             | Barania-Kamm, Polen                                            |
| Przełęcz Siodełko       | Klein-Sattel-Pass         | 795             | Barania-Kamm, Polen                                            |
| Przełęcz Przysłop       | Przysłop-Pass             | 701             | Barania-Kamm, Polen                                            |
| Przełęcz Rupienka       | Rupienka-Pass             | 672             | Barania-Kamm, Polen                                            |
| Przełęcz Salmopolska    | Salmopol-Pass             | 934             | Barania-Kamm, Polen                                            |
| Przełęcz Siodło         | Sattel-Pass               | 742             | Barania-Kamm, Polen                                            |
| Siodło pod Klimczokiem  | Unter dem Klimczok-Sattel | 1042            | Klimczok-Kamm, Polen                                           |
| Siodło pod Przykrą      | Unter dem Przykra-Sattel  | 824             | Klimczok-Kamm, Polen                                           |
| Siodło pod Równią       | Unter dem Równia-Sattel   | 598             | Barania-Kamm, Polen                                            |
| Przełęcz Szarcula       | Szarcula-Pass             | 761             | Barania-Kamm, Polen                                            |
| Przełęcz Zwardońska     | Zwardoń-Pass              | 675             | Schlesische Beskiden/Saybuscher Beskiden, Polen                |

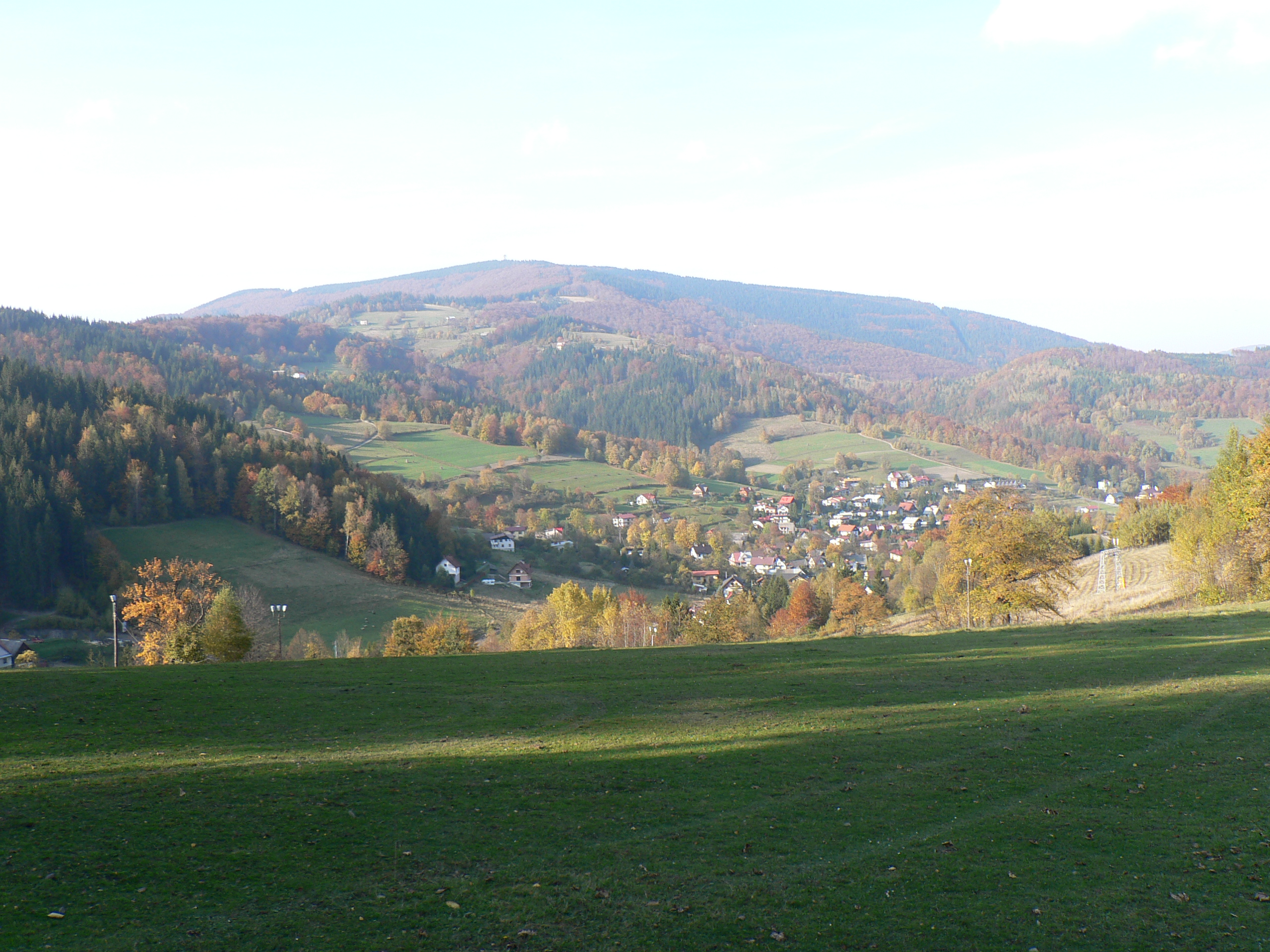
Przełęcz Beskidek, Polen/Tschechien
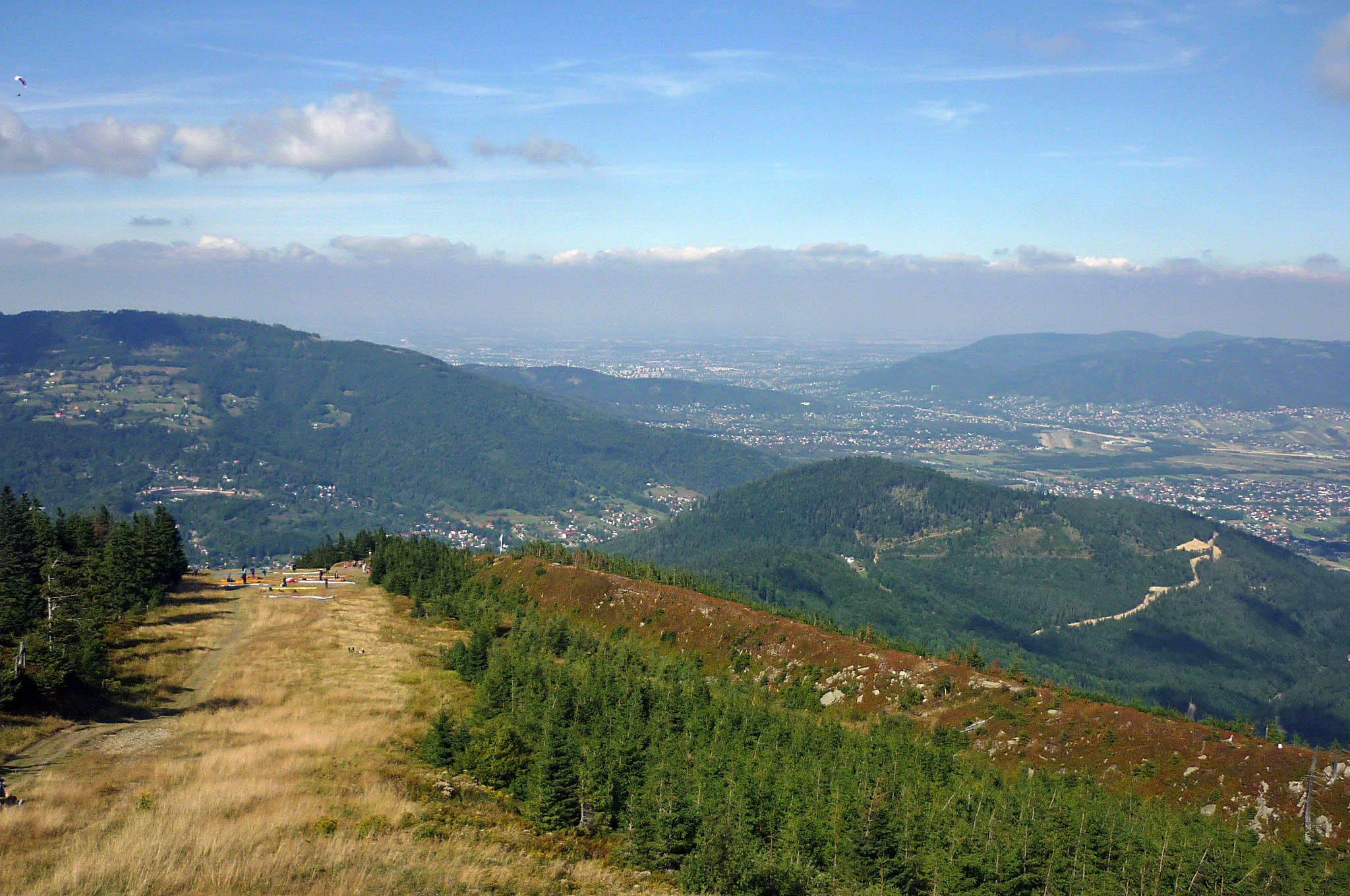
Brama Wilkowicka, Polen
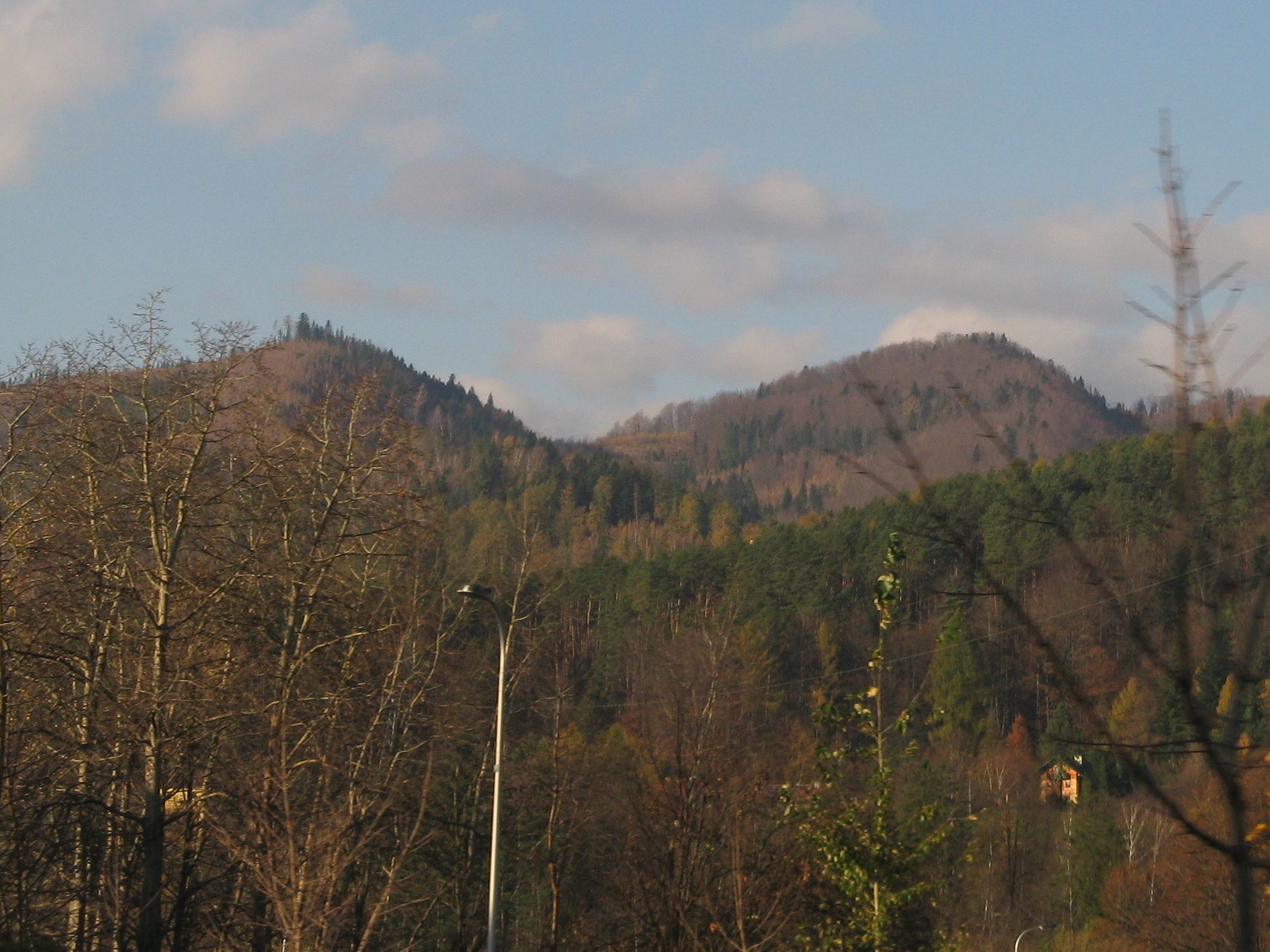
Przełęcz Siodełko, Polen
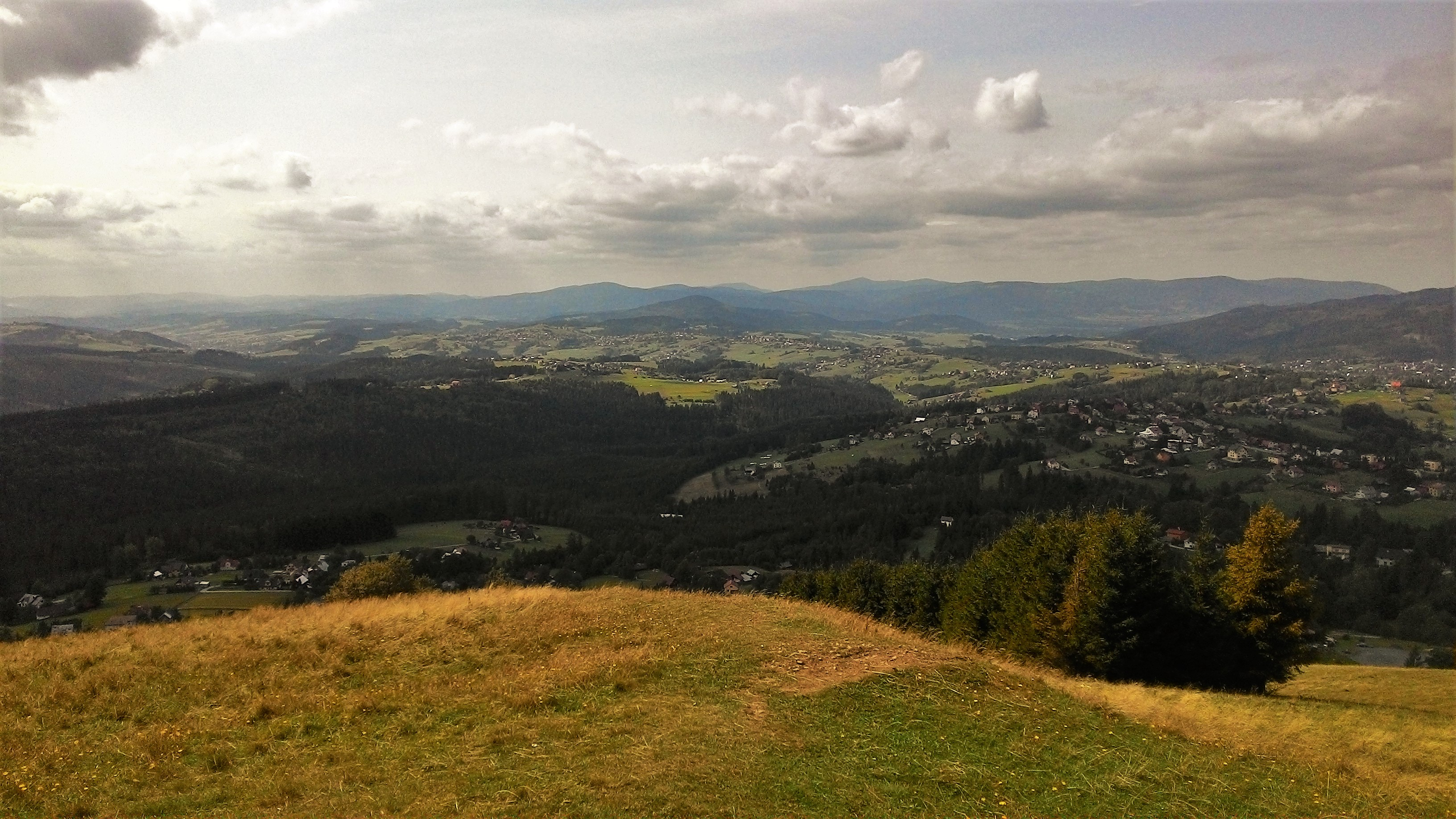
Przełęcz Rupienka, Polen
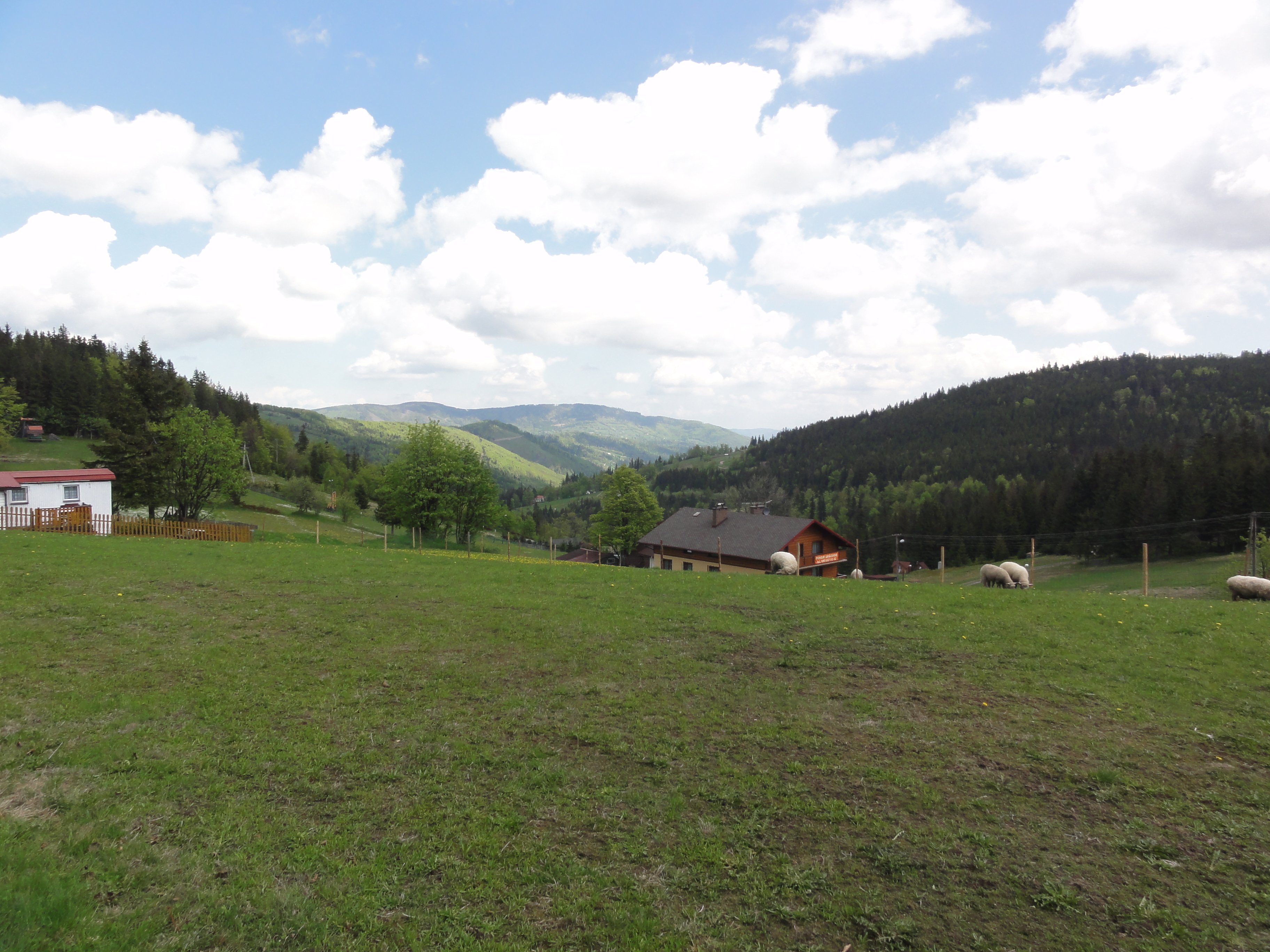
Przełęcz Salmopolska, Polen
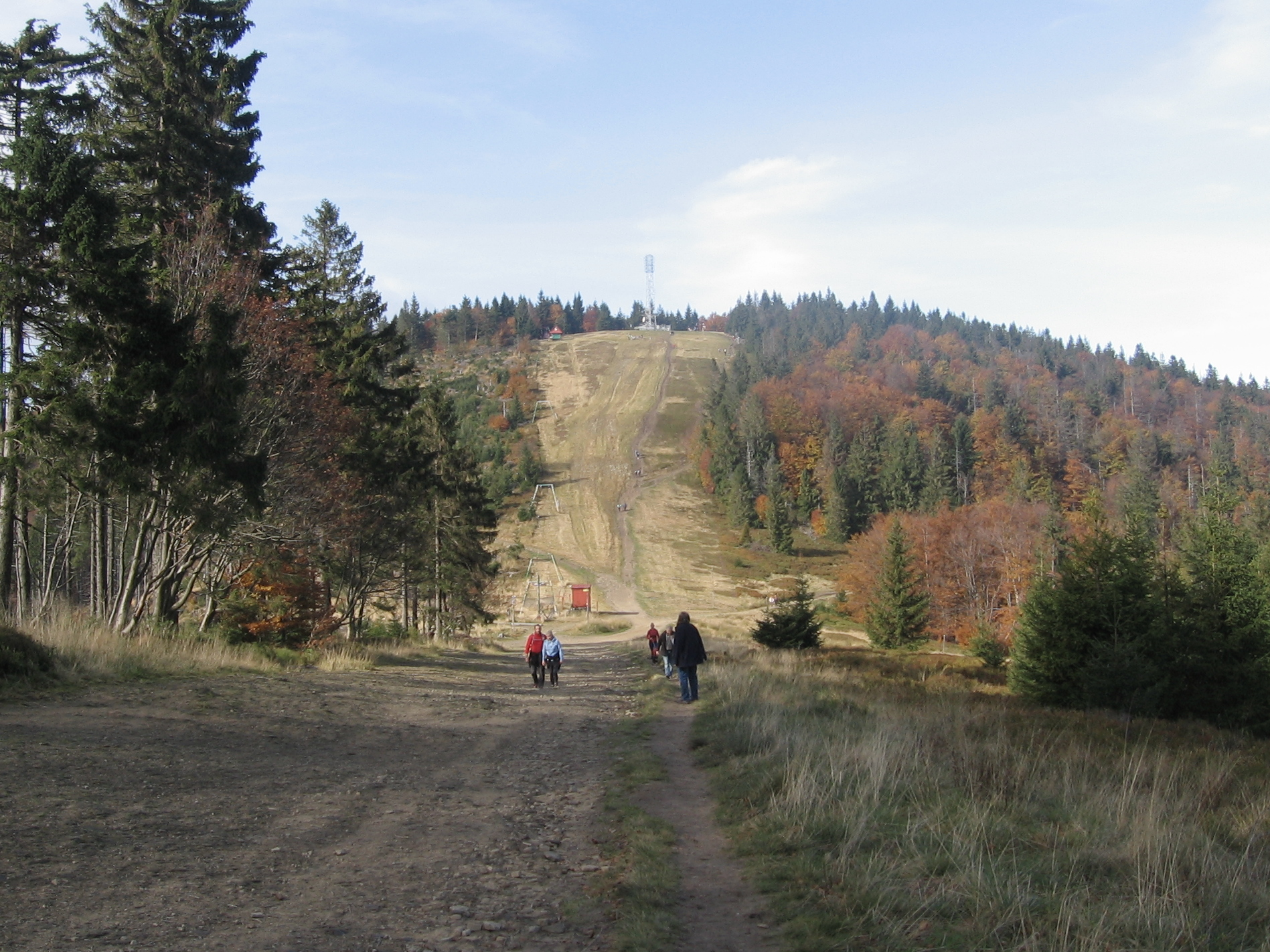
Siodło pod Klimczokiem, Polen
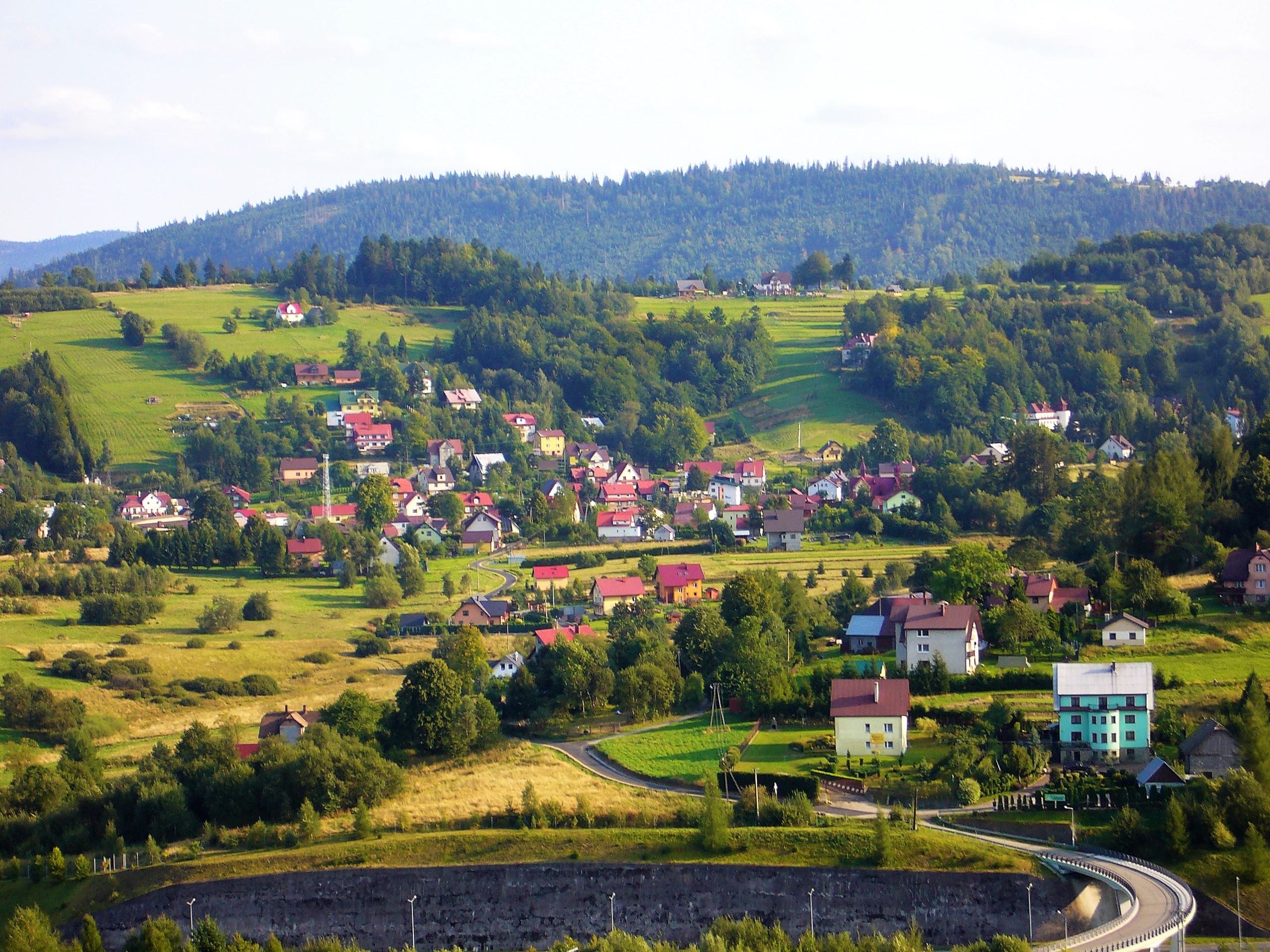
Przełęcz Zwardońska, Polen

### Bergtäler
Das bedeutendste Bergtal der Schlesischen Beskiden ist das Tal der Weichsel, das den Czantoria-Kamm im Westen von dem Barania-Kamm und dem Równica-Kamm im Osten trennt. Im Barania-Kamm formen die Flüsse Brennica, Wapienica, Żylica und Olsa Bergtäler.

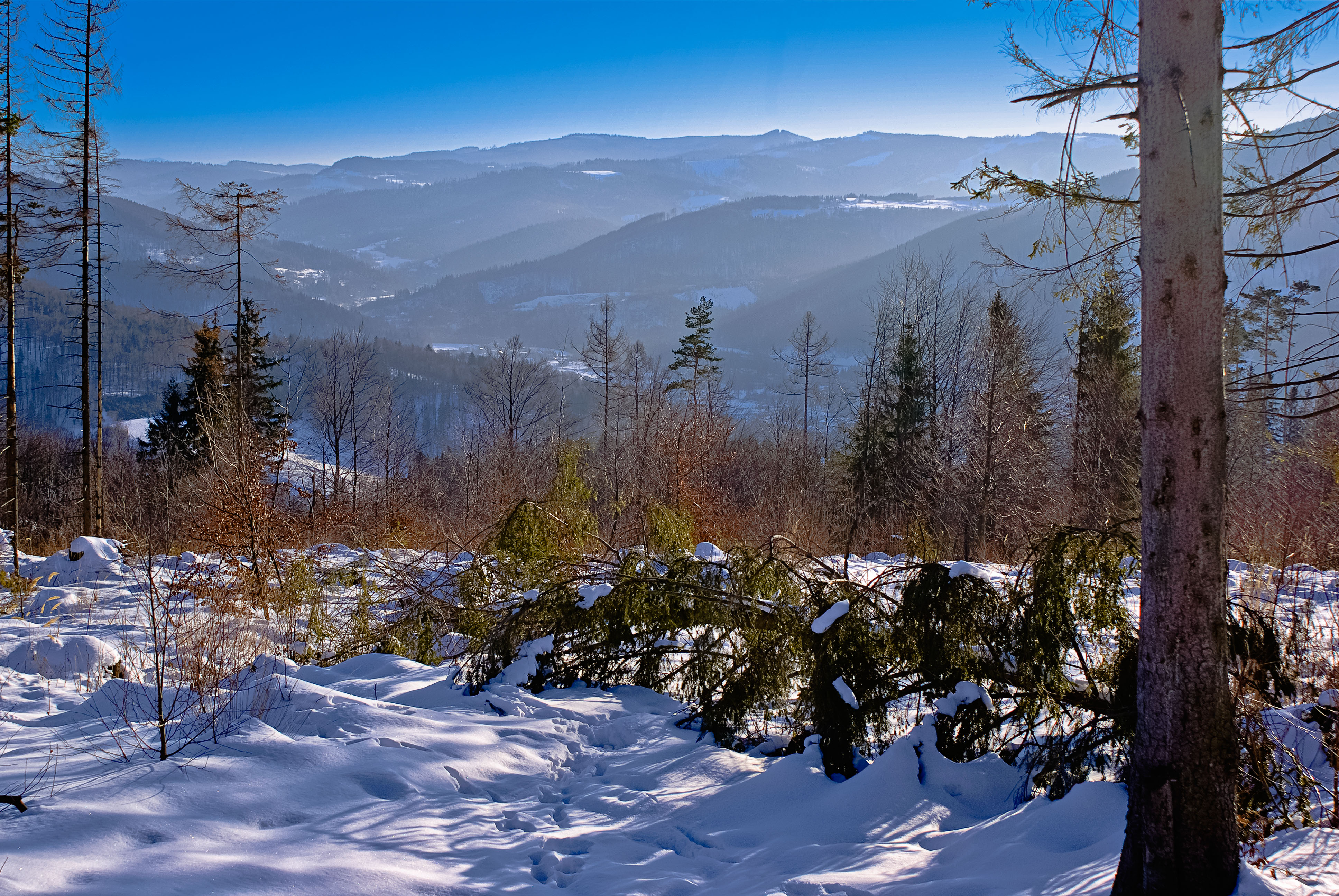
Oberes Weichsel-Tal, Polen
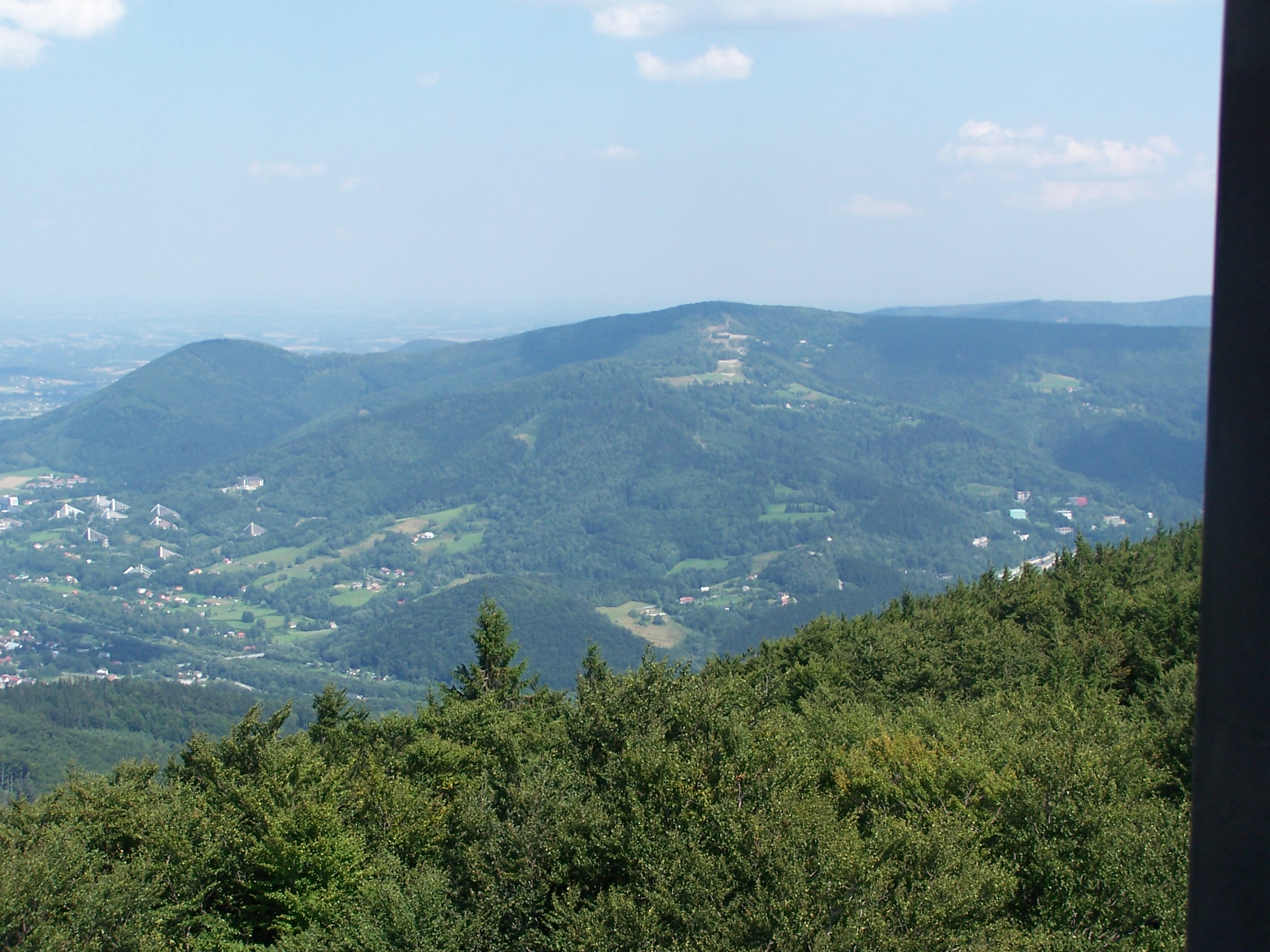
Unteres Weichsel-Tal, Polen
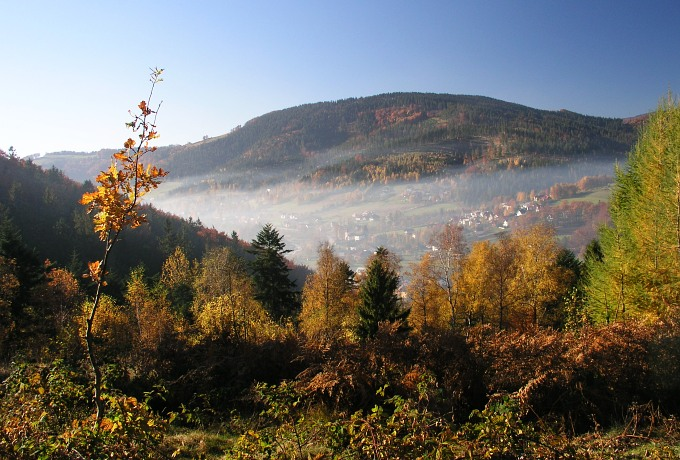
Brennica-Tal, Polen
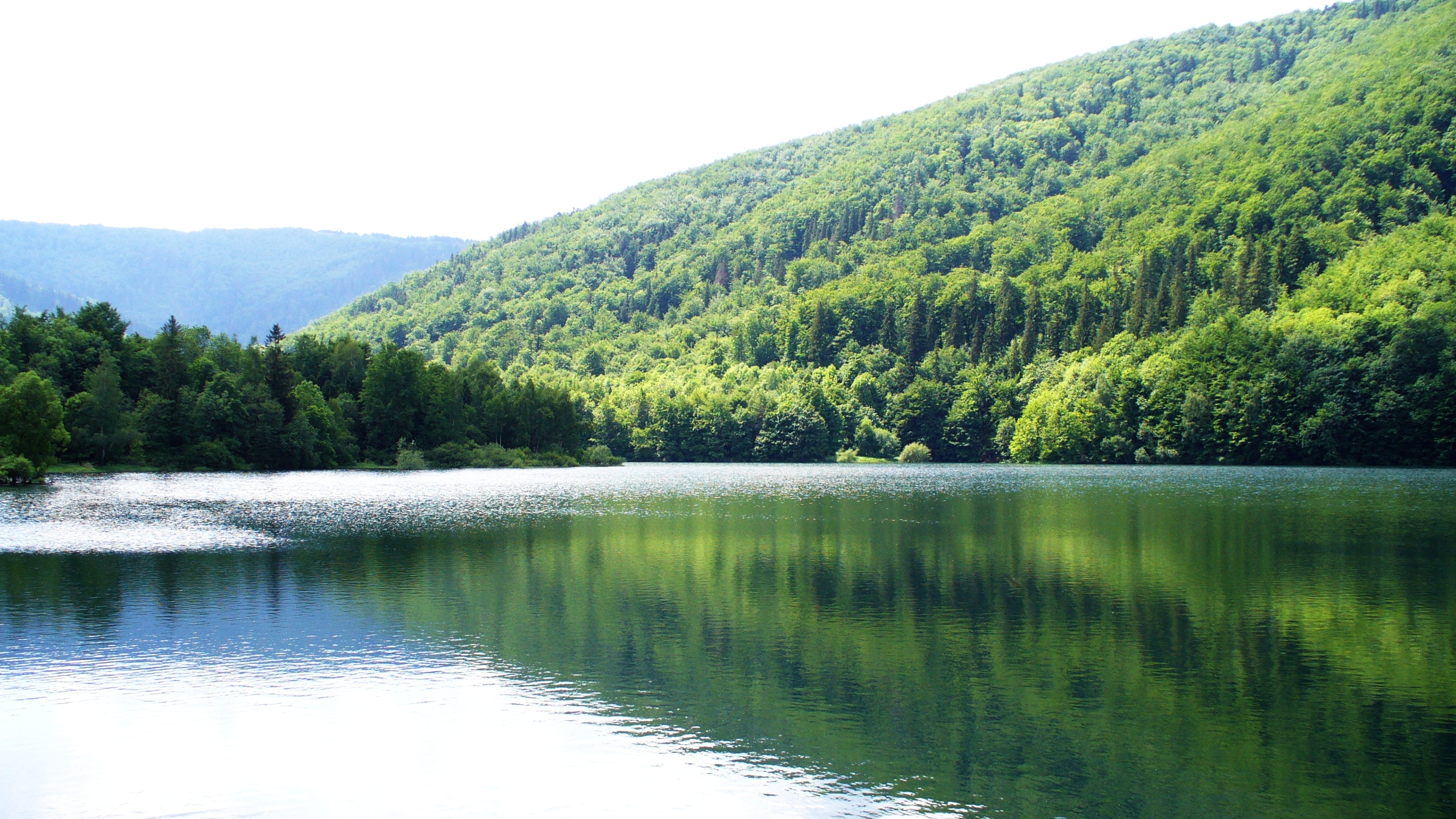
Wapienica-Tal, Polen
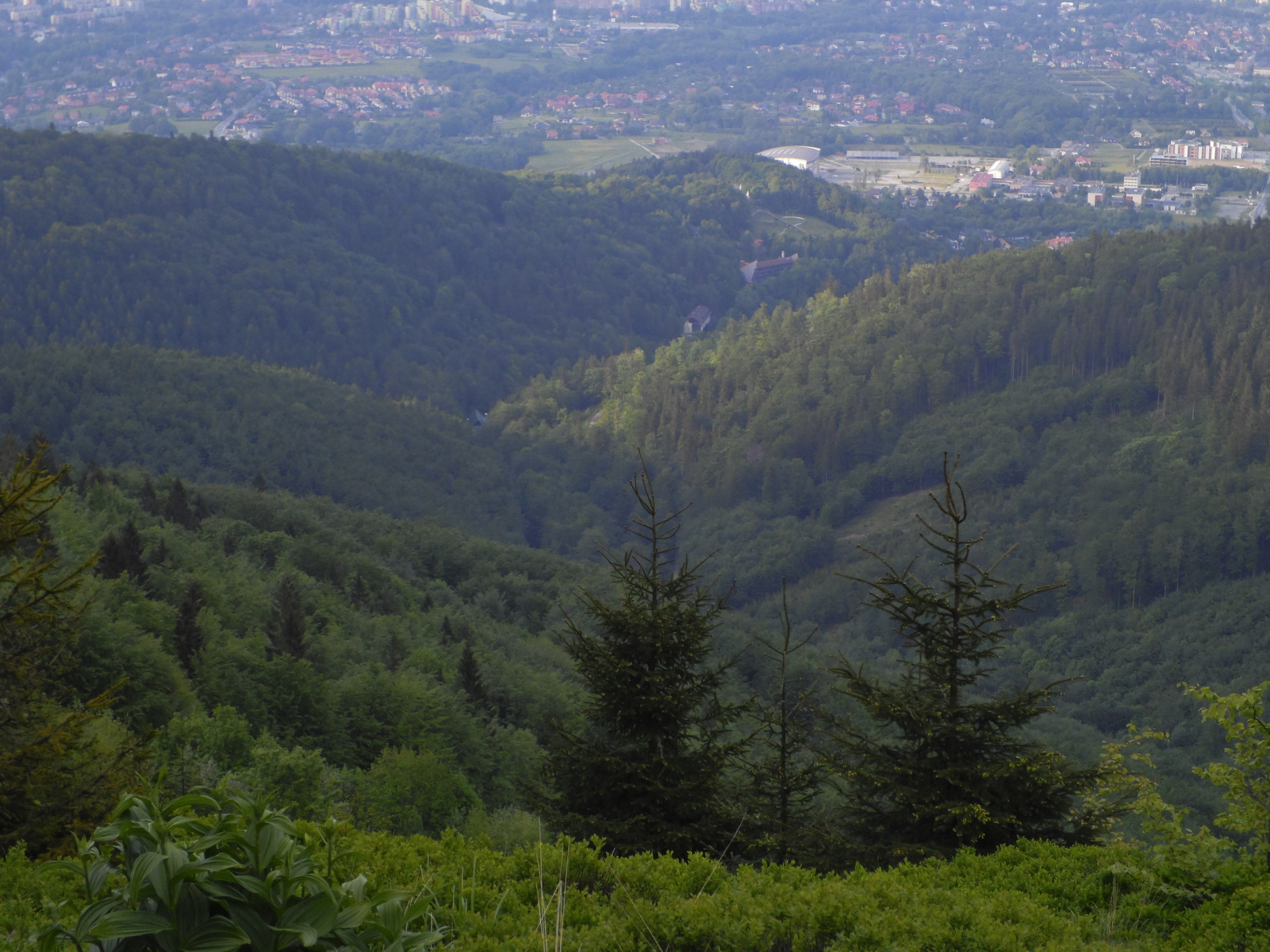
Olszówka-Tal, Polen
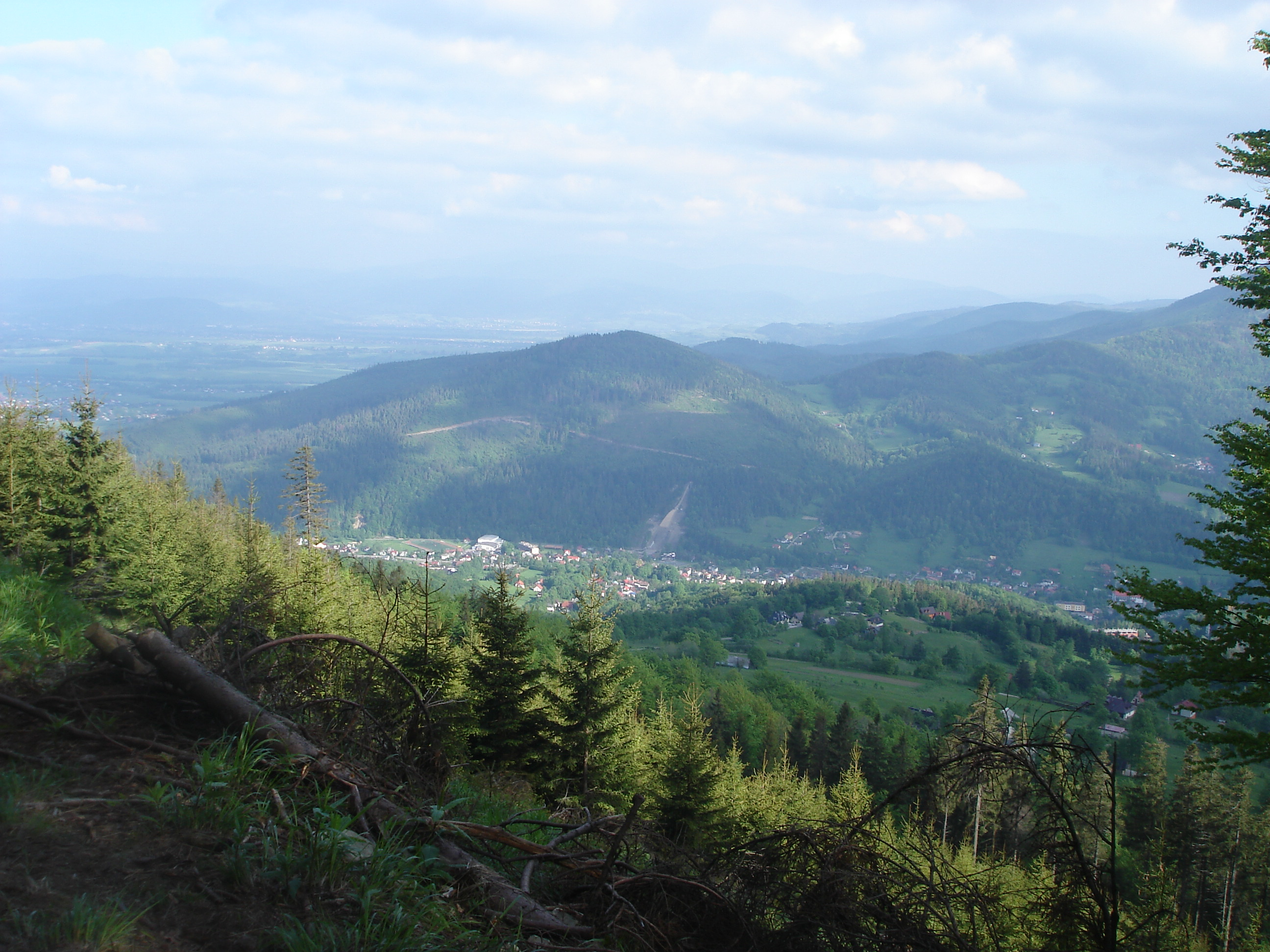
Żylica-Tal, Polen
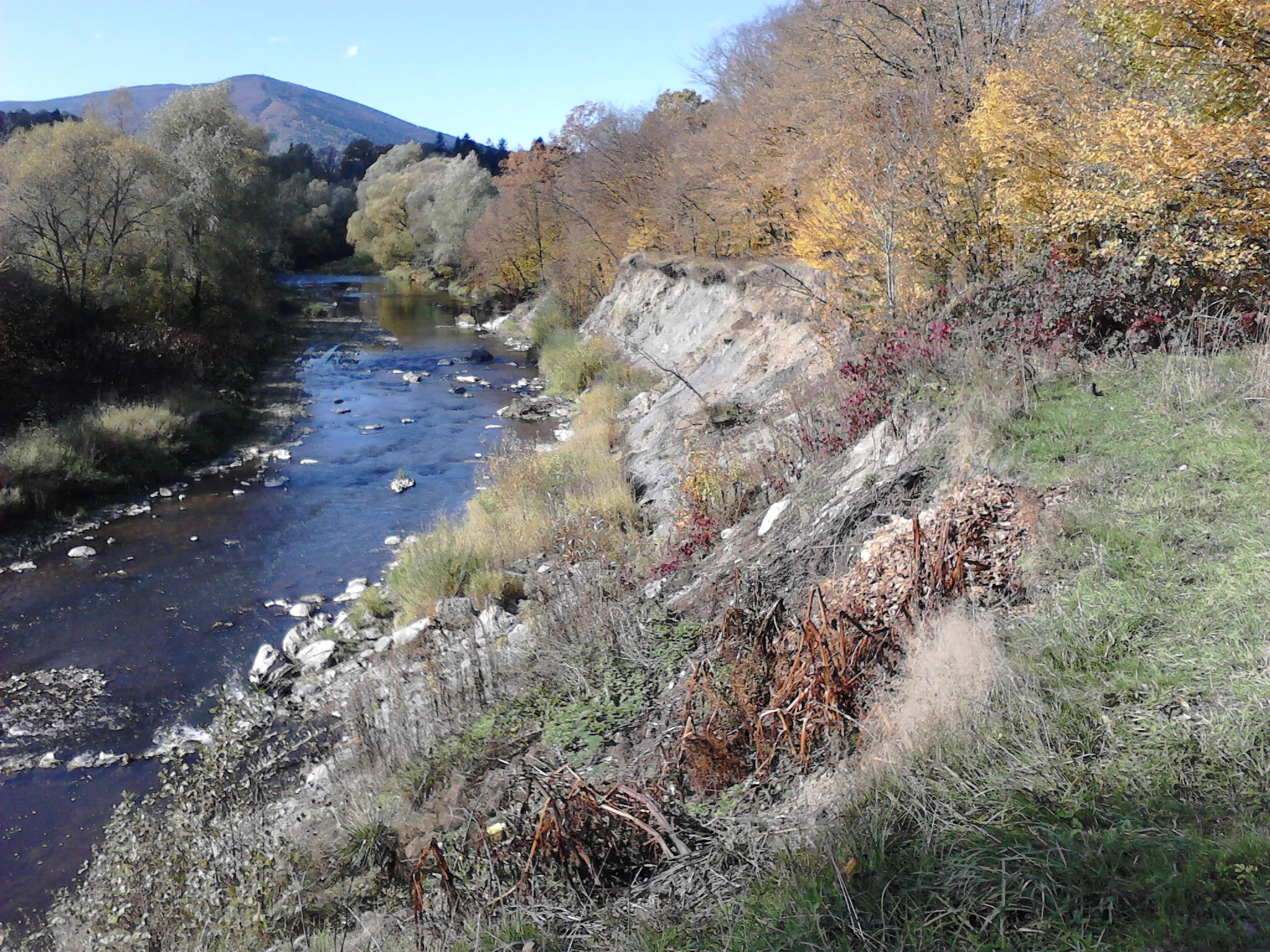
Olsa-Tal, Tschechien

## Gewässer

### Seen
In den Schlesischen Beskiden gibt es zwei Stauseen:
| Name des Sees        | Deutsche Bezeichnung | Fluss     | Höhe (m) | Bild |
| -------------------- | -------------------- | --------- | -------- | ---- |
| Jezioro Czerniańskie | Czerna See           | Weichsel  | 500      |      |
| Jezioro Wielka Łąka  | Große Wiese See      | Wapienica | 478      |      |

### Fließgewässer
Die Schlesischen Beskiden werden nach Norden und Osten durch die Weichsel und ihre Nebenflüsse, wie die Brennica, Iłownica, Biała und Soła sowie im Westen durch die Olsa und Hluchová Richtung Oder entwässert. Nach Süden Richtung Donau fließt die Czadeczka ab.
- Weichsel
  - Czarna Wisełka
    - Wolny

  - Biała Wisełka
    - Głębczański
    - Roztoczny

  - Wisełka
  - Malinka
    - Fiedorówka

  - Dobka
    - Tokarski Potok

  - Dziechcinka
  - Gahura
  - Kopydło
    - Głębiczek
    - Łabajów

  - Gościejów
  - Gościeradowiec
  - Jaszowiec
  - Jawornik
  - Partecznik
  - Pinkasówka
  - Poniwiec
  - Suchy
- Brennica
  - Chrobaczy
  - Hołcyna
  - Jatny
  - Leśnica
    - Goleszowski Potok
    - Stara Gajka

  - Krzywaniec
  - Potok Bukowy
  - Snowaniec
  - Śniegotni
  - Węgierski Potok
  - Żarnowiec
- Iłownica
  - Jasienica
    - Szeroki Potok
      - Potok Wysoki

  - Wapienica
    - Żydowski Potok
- Biała
  - Olszówka
- Soła
  - Bystra
  - Leśnianka
  - Żylica
    - Potok Wilczy

  - Roztoka
  - Rybny Potok
  - Wieśnik
- Czadeczka
  - Krężelka
- Olsa
  - Bystry Potok
  - Gliniany
  - Hluchová

### Wasserfälle
In den Schlesischen Beskiden gibt es zahlreiche Wasserfälle und Stromschnellen an den oberen Bachläufen der Gebirgsflüsse. Am bekanntesten sind die Kaskady Rodła an der oberen Biała Wisełka am Hang der Barania Góra.
| Name des Wasserfalls | Deutsche Bezeichnung | Bach          | Höhe (m) |
| -------------------- | -------------------- | ------------- | -------- |
| Kaskady Rodła        | Kaskaden des Rodło   | Biała Wisełka | 5        |

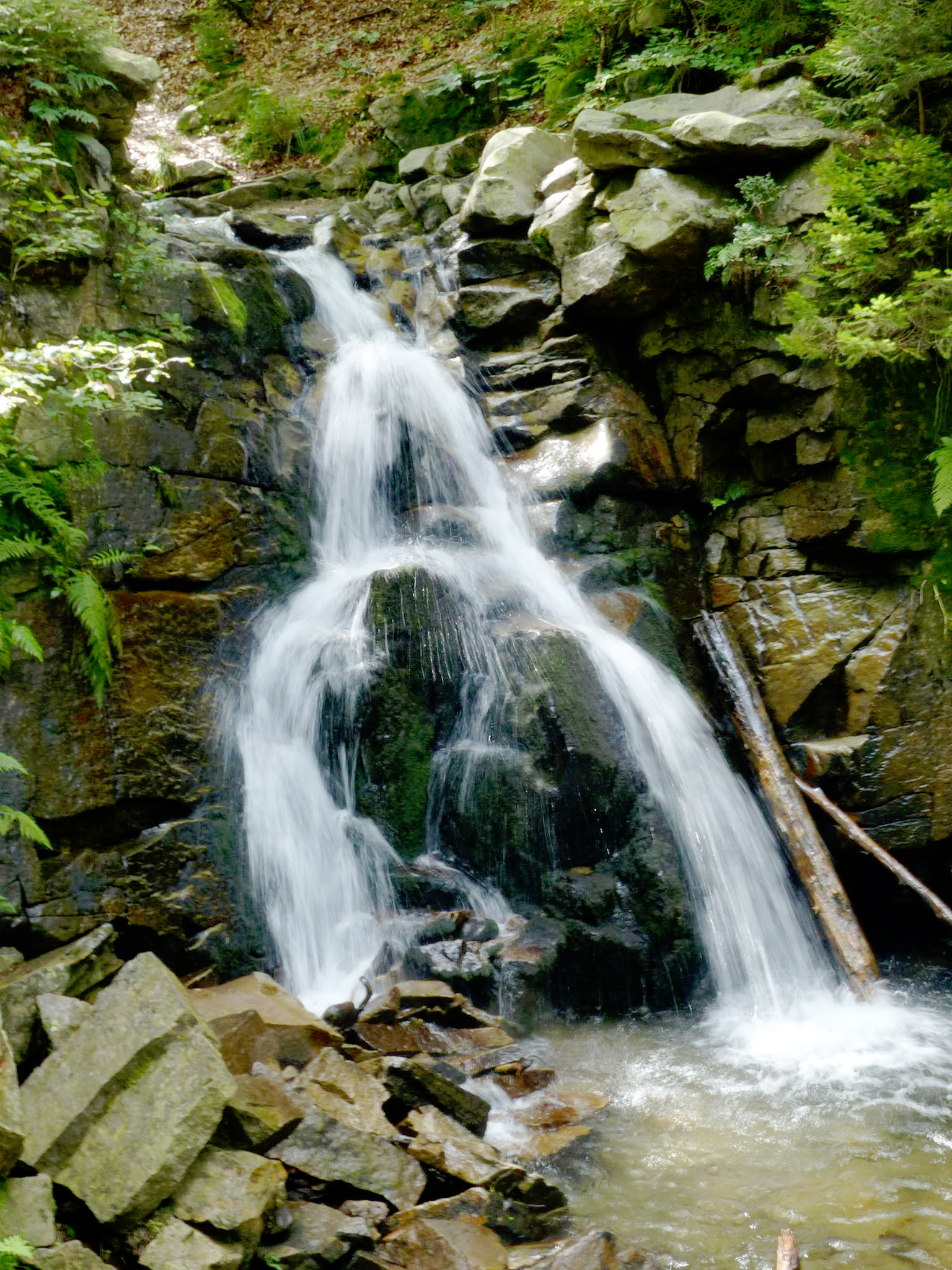
Kaskady Rodła, Polen
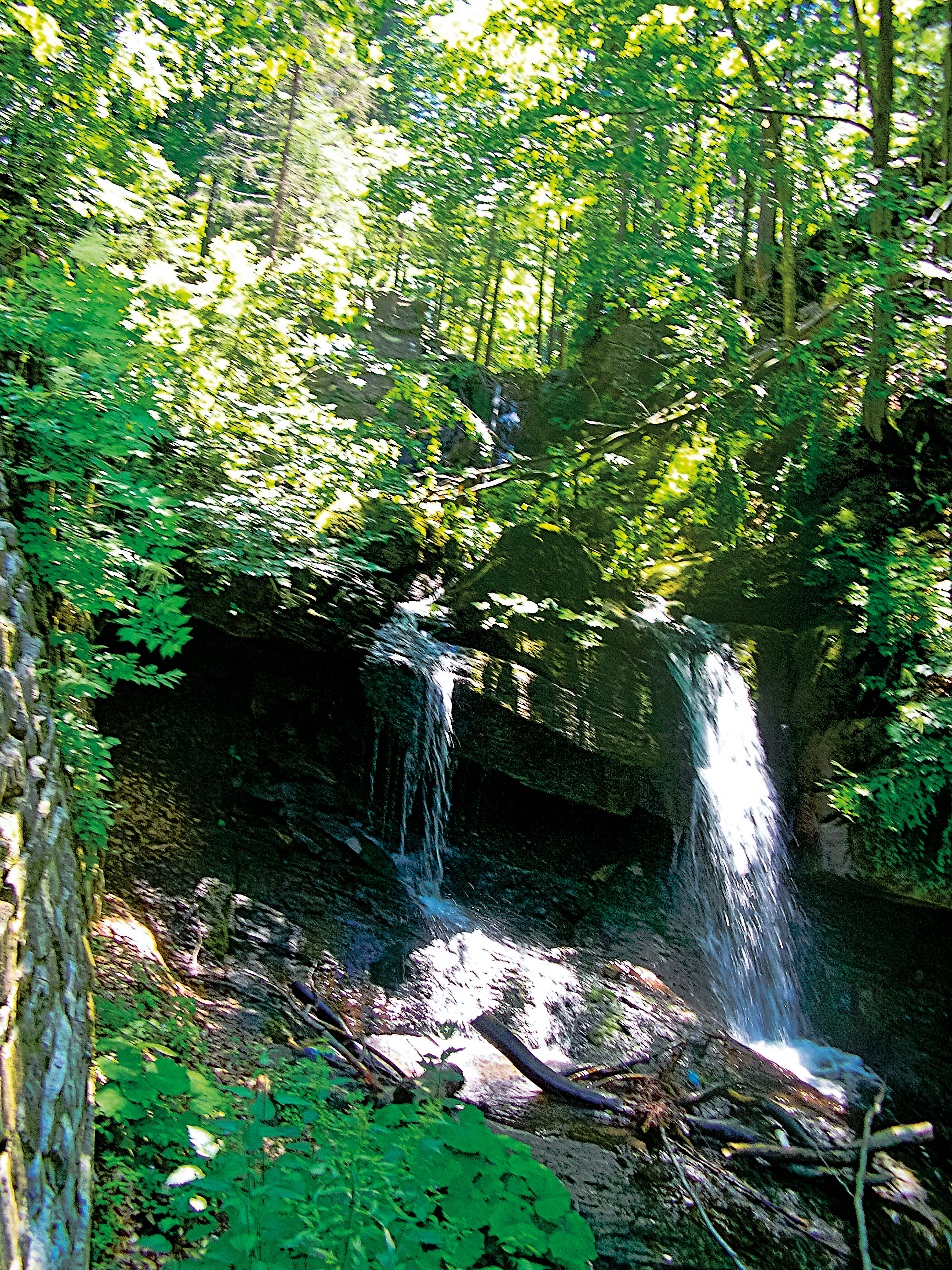
Biała Wisełka, Polen
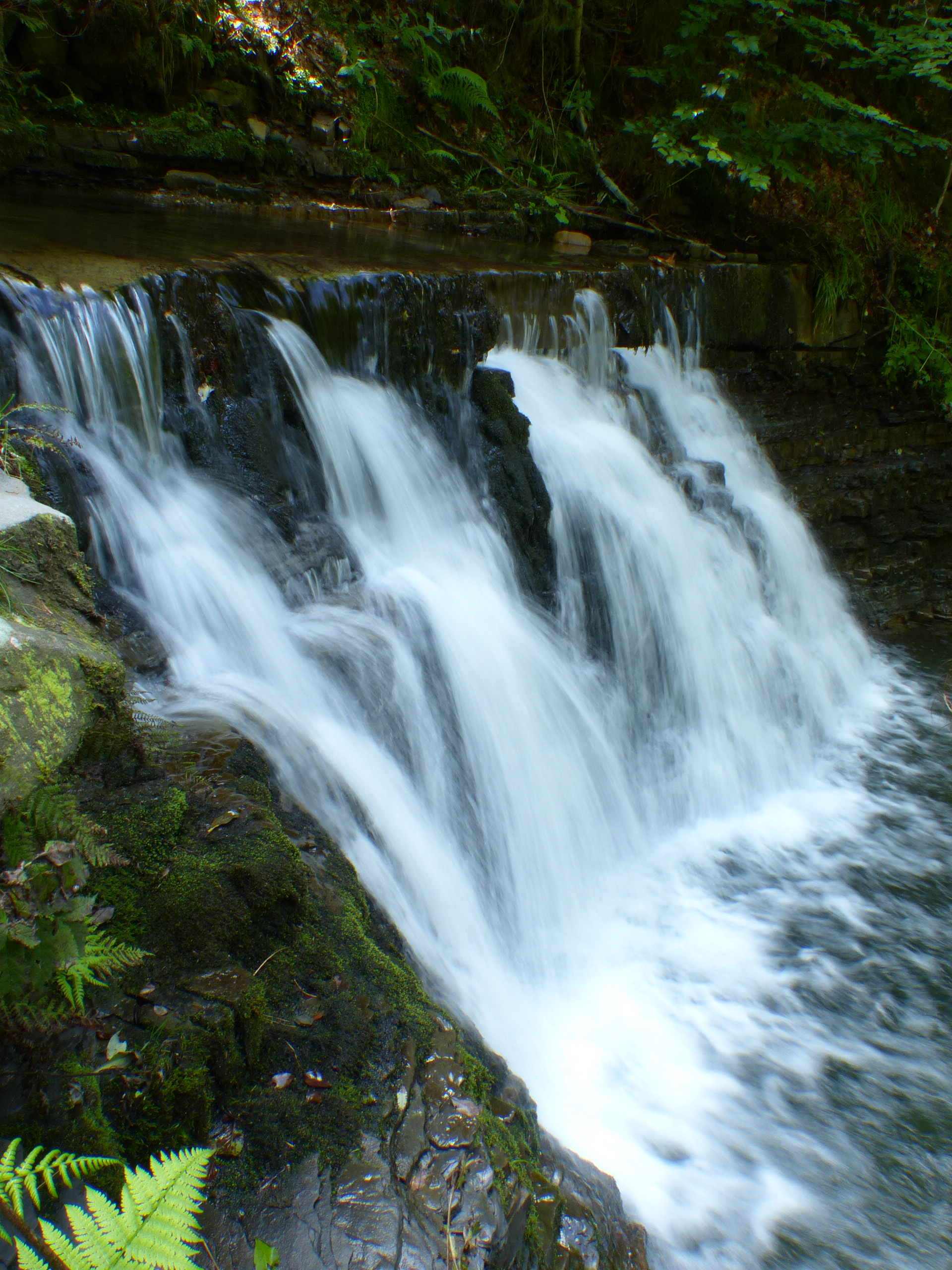
Biała Wisełka, Polen
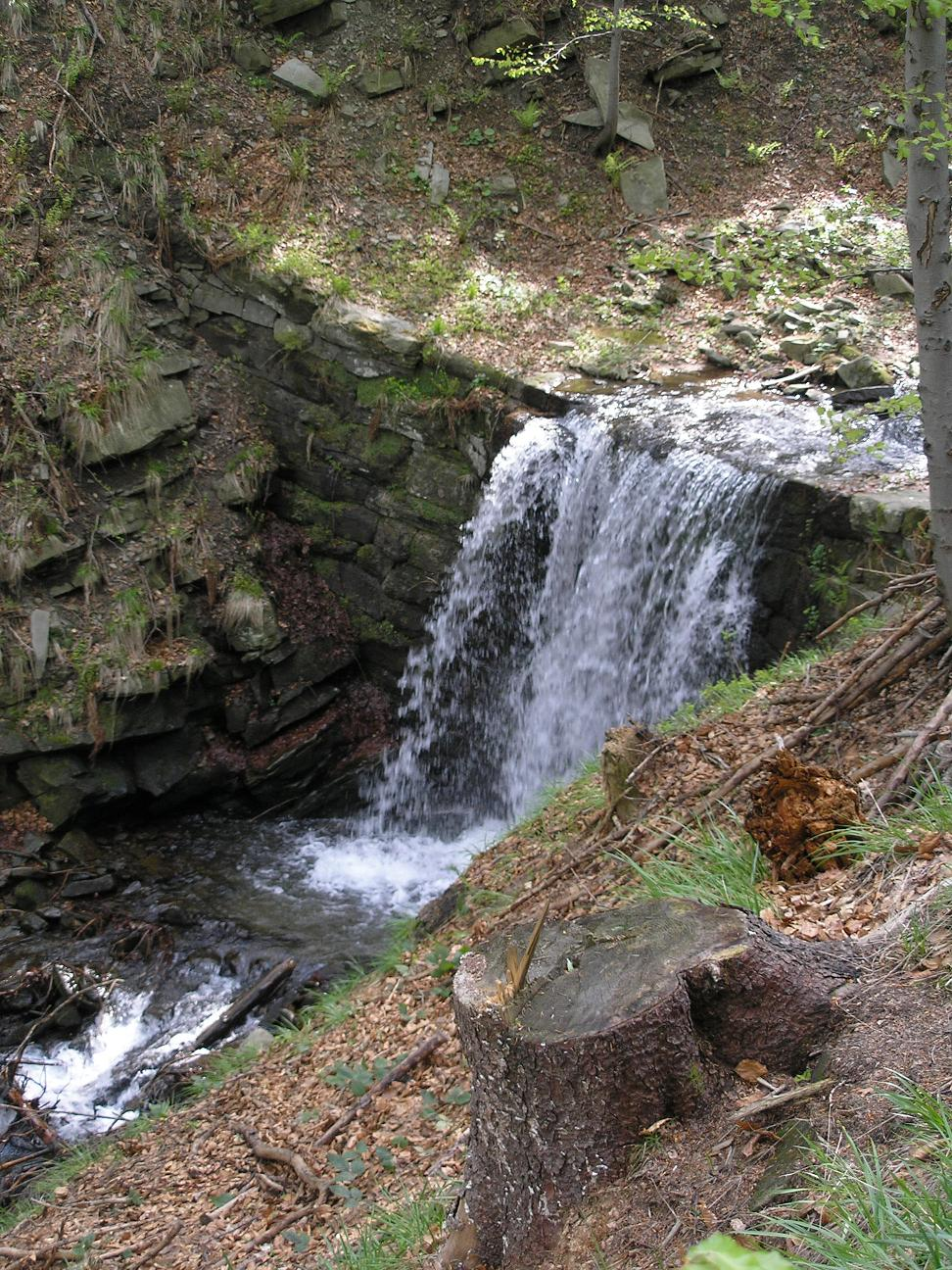
Biała, Polen
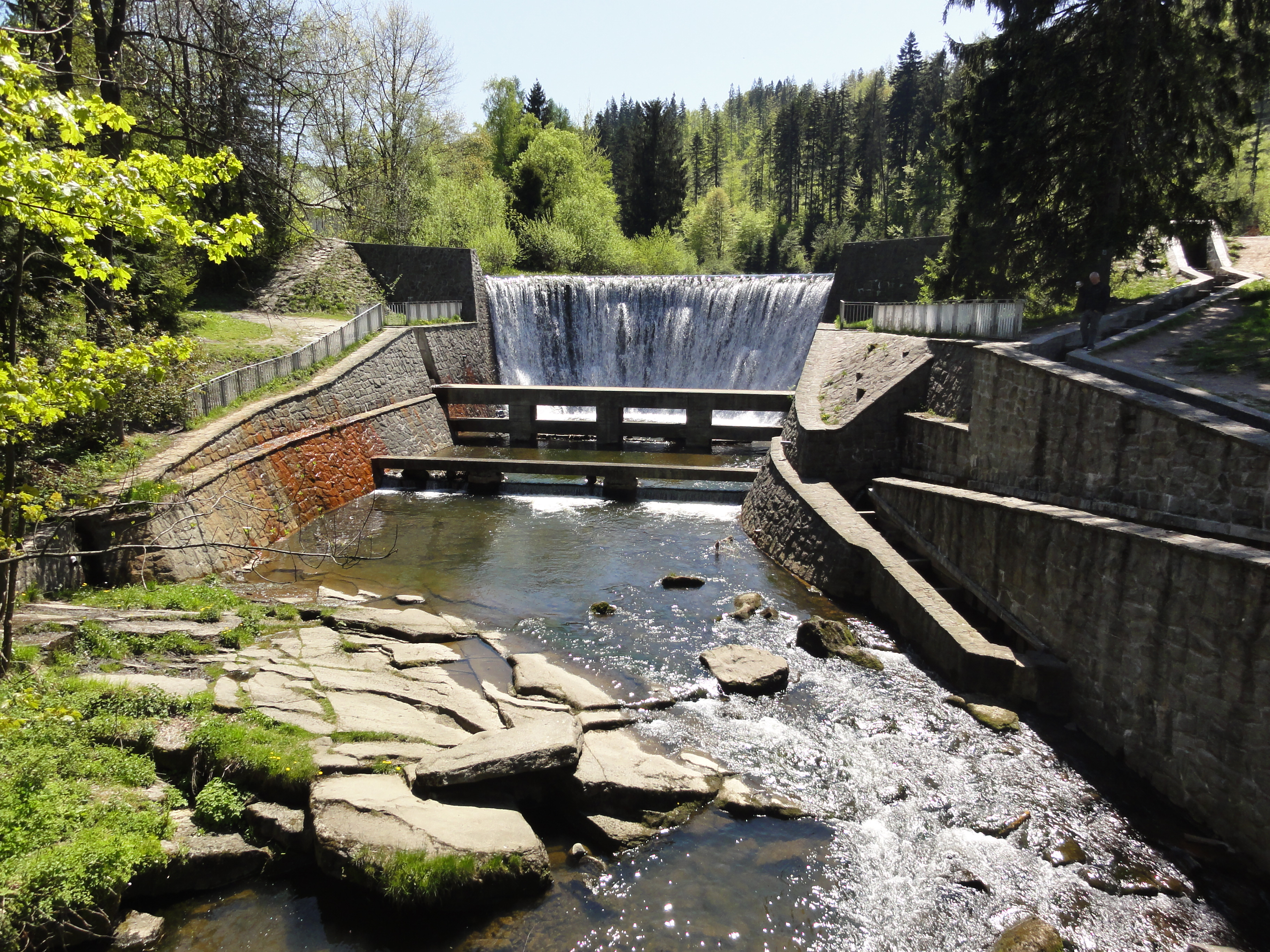
Wisełka, Polen
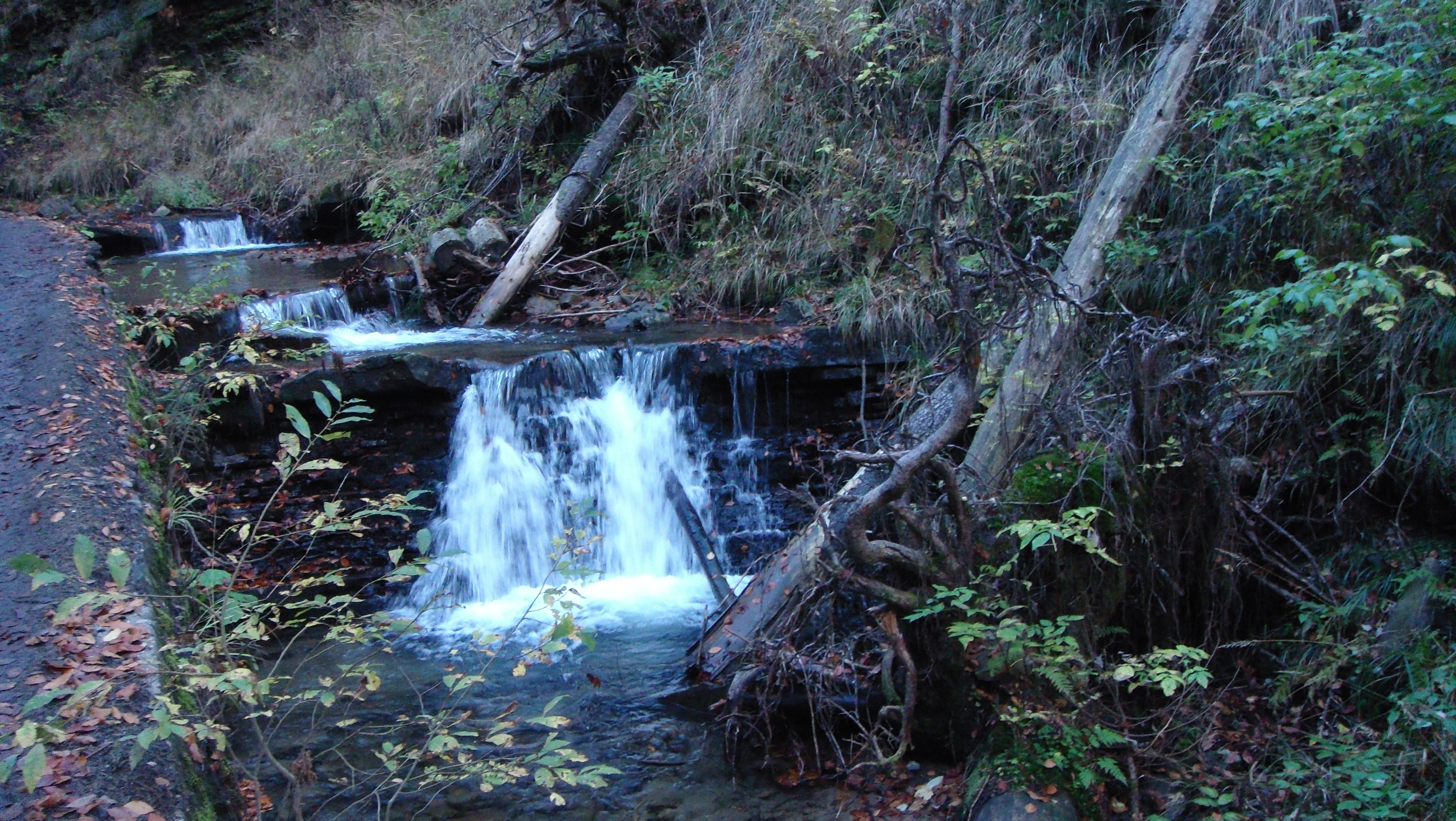
Biała Wisełka, Polen
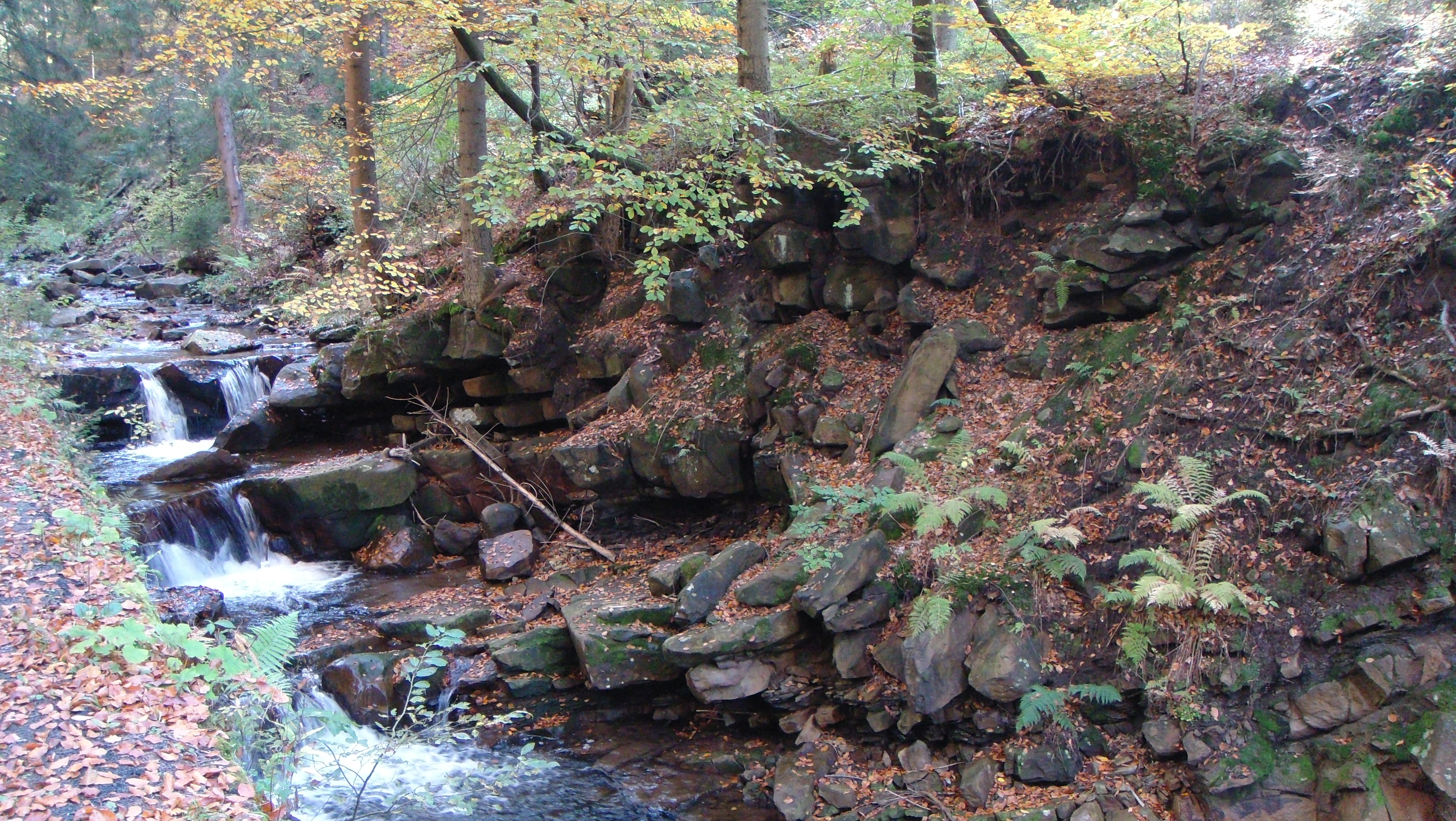
Czarna Wisełka, Polen

## Höhlen
Die Schlesischen Beskiden sind reich an Höhlen. In keinem anderen Teilgebirge der Beskiden gibt es mehr Höhlen als in den Schlesischen Beskiden. Die derzeit bekannten 415 Höhlen messen eine Gesamtlänge von über 12.000 km. Auch die längste Höhle der Beskiden, die Jaskinia Wiślańska, befindet sich in den Schlesischen Beskiden. Die Höhlen der Schlesischen Beskiden sind grundsätzlich nur für professionelle Höhlengänger zugänglich. Nicht geübte Amateure können einige der Höhlen an sogenannten Offenen Tagen unter der Aufsicht eines erfahrenen Höhlenforschers betreten.
In den Schlesischen Beskiden gibt es zahlreiche Wasserfälle und Stromschnellen an den oberen Bachläufen der Gebirgsflüsse. Am bekanntesten sind die Kaskady Rodła an der oberen Biała Wisełka am Hang der Barania Góra.
| Name der Höhle                | Deutsche Bezeichnung         | Berg                 | Länge (m) |
| ----------------------------- | ---------------------------- | -------------------- | --------- |
| Jaskinia Wiślańska            | Weichselhöhle                | Malinów              | 2275      |
| Jaskinia Miecharska           | Miecharska-Höhle             | Malinów              | 1838      |
| Jaskinia w Trzech Kopcach     | Höhle in den drei Hügeln     | Trzy Kopce           | 1250      |
| Jaskinia Salmopolska          | Salmopol-Höhle               | Przełęcz Salmopolska | 1010      |
| Jaskinia Ostra-Rolling Stones | Scharfe Rolling Stones Höhle | Ostre                | 885       |
| Jaskinia Głęboka w Stołowie   | Tiefe Höhle                  | Stołów               | 554       |
| Jaskinia Dująca               | Wehende Höhle                | Stołów               | 498       |
| Jaskinia Ali Baby w Klimczoku | Ali-Baba-Höhle               | Klimczok             | 328       |
| Jaskinia Malinowska           | Malinów Höhle                | Malinów              | 231       |
| Jaskinia Wiślanka             | Kleine Weichselhöhle         | Malinów              | 147       |
| Jaskinia Piętrowa w Klimczoku | Stufenhöhle                  | Klimczok             | 130       |
| Jaskinia Chłodna              | Kalte Höhle                  | Muronka              | 125       |
| Dziura w Stołowie             | Loch im Stołów               | Stołów               | 104       |
| Jaskinia Pajęcza              | Spinnenhöhle                 | Skrzyczne            | 61        |
| Jaskinia pod Balkonem         | Höhle unter dem Balkon       | Muronka              | 45        |
| Jaskinia Lodowa w Szczyrku    | Eishöhle                     | Hyrca                | 32        |

## Natur

Logo der Schlesischen Landschaftsparks

### Flora
Die Flora der Schlesischen Beskiden kann nach Höhenlage in verschiedene Abschnitte eingeteilt werden, wobei es keine Baumgrenze gibt:
- 1000–1250 m n.p.m. – hier befinden sich Nadelwälder und es dominiert die Fichte (Picea abies).
- bis 1000 m – hier befinden sich Mischwälder mit Fichten, Tannen und Buchen. Eichen-Hainbuchen-Wälder, die ursprünglich hier dominierten, treten nur noch selten auf. An den Hängen findet man den Berg-Ahorn. In den Bachtälern befinden sich Auwälder. In allen Höhenlagen befinden sich Almen und Bergwiesen, die jedoch zum großen Teil zuwachsen.

### Fauna
Unter den Vögeln treten insbesondere auf: Ringdrossel, Bergpieper, Auerhuhn und Haselhuhn. Heimische Säugetiere sind: Wolf, Luchs und Braunbär, wobei letzterer meist nur vorübergehend aus den Saybuscher Beskiden herüberwandert. In den Höhlen trifft man auf zahlreiche Fledermausarten. Auf den Bergwiesen und Almen treten zahlreiche Schmetterlingsarten auf, unter anderem der Große Feuerfalter. Feuersalamander und Groppe trifft man an den Bächen.

### Naturschutz

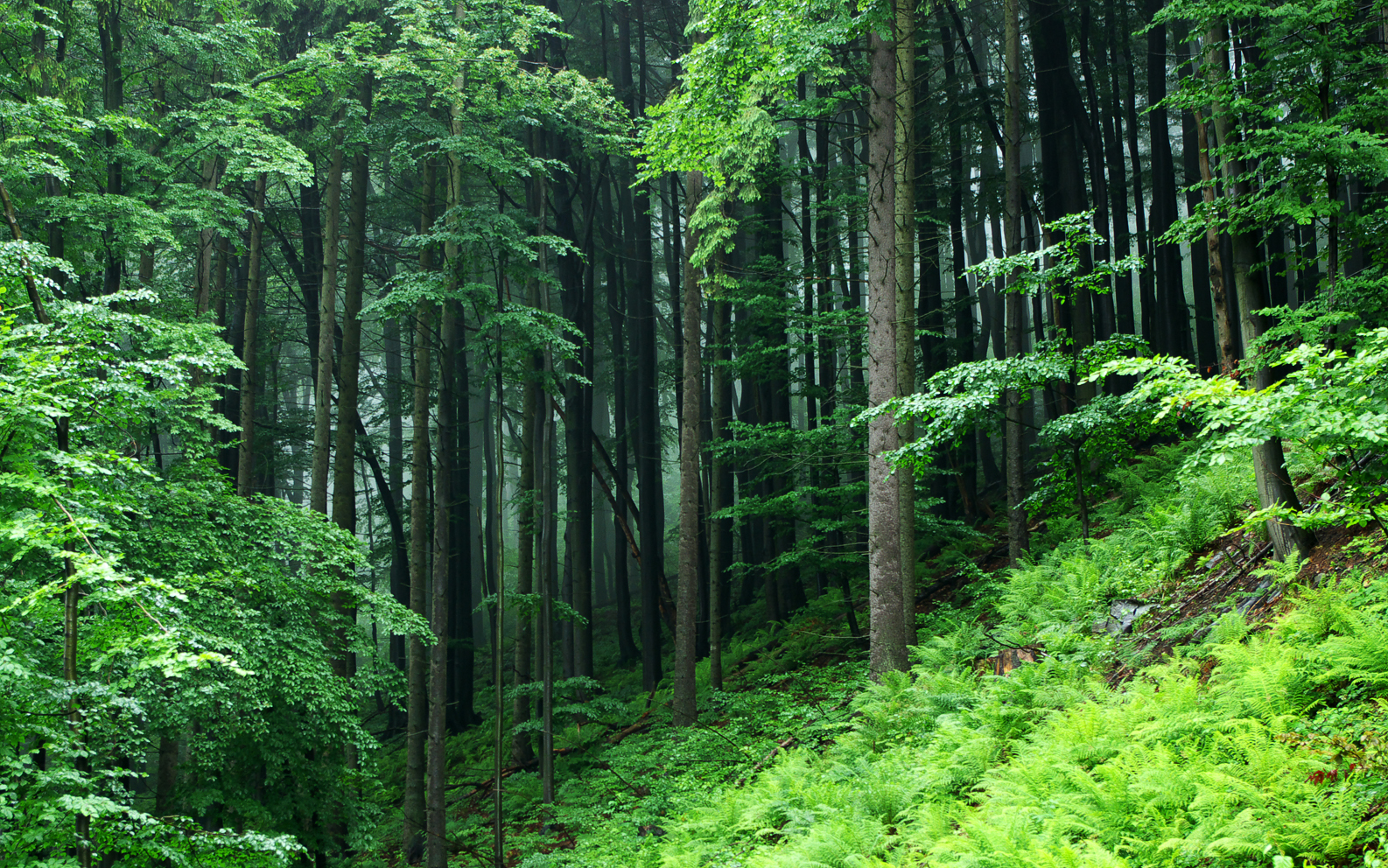
Wald auf der Równica

Der Großteil der Schlesischen Beskiden auf polnischer Seite – der Barania-Kamm und der Czantoria-Kamm – wird durch den Landschaftsschutzpark Schlesische Beskiden (polnisch: Park Krajobrazowy Beskidu Śląskiego) geschützt. Der 38.620 ha (plus 22.285 Umgebung) große Landschaftspark wurde 1998 angelegt. Er befindet sich auf dem Gemeindegebiet von Bielsko-Biała, Szczyrk, Węgierska Górka, Milówka, Istebna, Wisła, Ustroń, Brenna, Buczkowice, Goleszów, Jaworze, Lipowa, Radziechowy-Wieprz und Wilkowice. Innerhalb des Landschaftsschutzparks gibt es zahlreiche streng geschützte Naturreservate:
| Name des Naturreservats                   | Deutsche Bezeichnung             | Größe     | Gemeinde             | Bild |
| ----------------------------------------- | -------------------------------- | --------- | -------------------- | ---- |
| Rezerwat przyrody Barania Góra            | Naturreservat Widderberg         | 383,04 ha | Wisła                |      |
| Rezerwat przyrody Czantoria               | Naturreservat Czantoria          | 97,71 ha  | Ustroń               |      |
| Rezerwat przyrody Dolina Łańskiego Potoku | Naturreservat Łański Potok Tal   | 46,89 ha  | Jasienica/Grodziec   |      |
| Rezerwat przyrody Jaworzyna               | Naturreservat Jaworzyna          | 40,03 ha  | Bielsko-Biała        |      |
| Rezerwat przyrody Kuźnie                  | Naturreservat Schmiedewerke      | 7,22 ha   | Lipowa/Twardorzeczka |      |
| Rezerwat przyrody Stok Szyndzielni        | Naturreservat Szyndzielnia-Hang  | 54,96 ha  | Bielsko-Biała        |      |
| Rezerwat przyrody Wisła                   | Naturreservat Weichsel           | 17,61 ha  | Wisła                |      |
| Rezerwat przyrody Zadni Gaj               | Naturreservat Hinterer Hain      | 6,39 ha   | Goleszów             |      |
| Lasy Beskidu Śląskiego                    | Wälder der Schlesischen Beskiden | 39,80 ha  | Wisła                |      |

## Klima

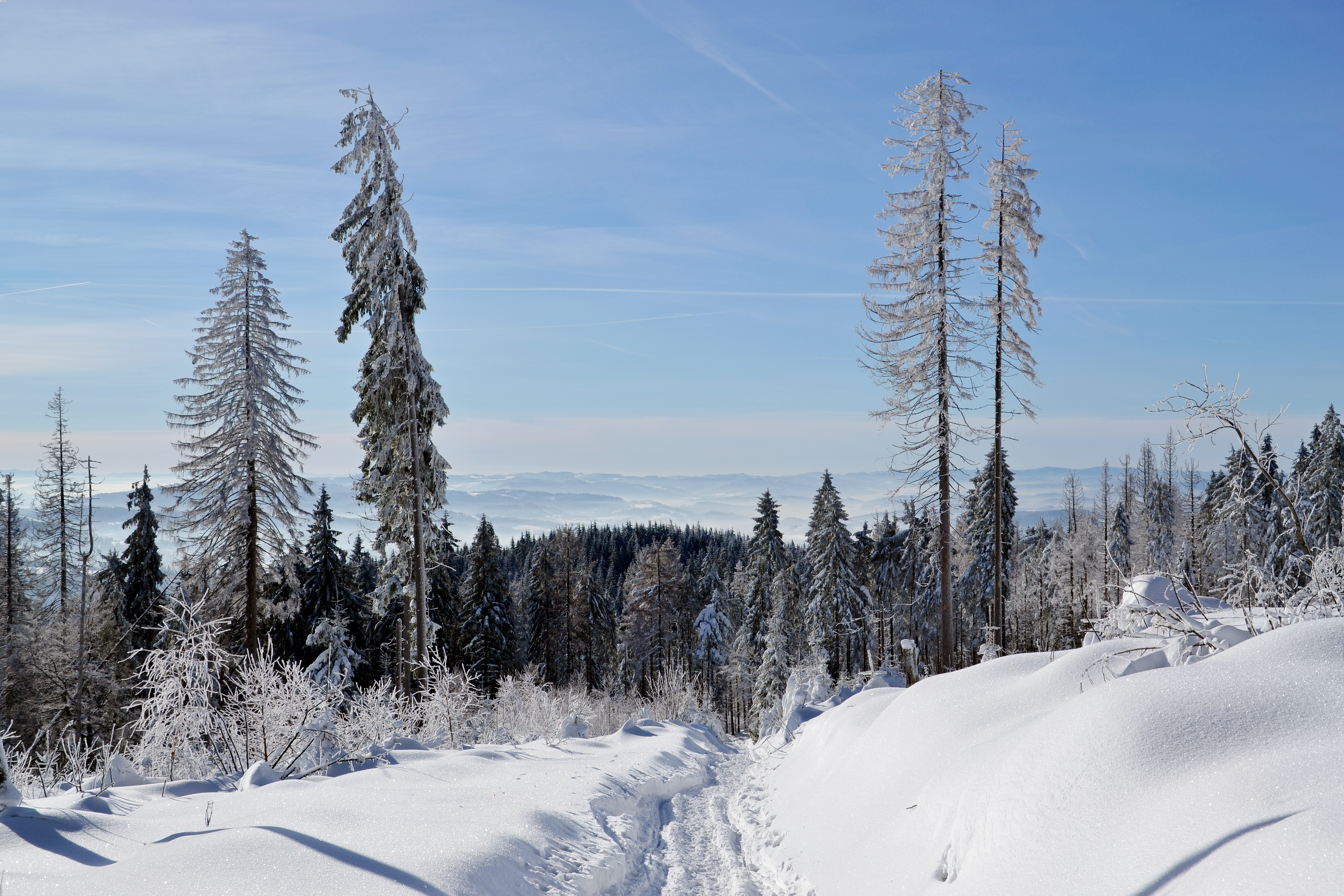
Winter auf der Barania Góra

Die Schlesischen Beskiden zeichnen sich durch hohe Niederschläge, 800 bis 1200 mm pro Jahr, und eine lange Schneebedeckung aus. Die Niederschlagsmenge und Länge der Schneebedeckung nimmt mit den Höhenmetern zu. Es überwiegen kalte und nasse Nordwestwinde.
Die Jahresmitteltemperatur auf den Gipfeln beträgt 5,4 °C und in den Tälern 8,5 °C. Der kälteste Monat ist der Januar und der wärmste der Juli. Im Frühjahr und Herbst tritt Föhn auf, der hier Halny (deutsch: Almwind) genannt wird.
Dank der sauberen Bergluft, der intensiven Sonneneinstrahlung und Luftfeuchtigkeit gilt das Mikroklima der Schlesischen Beskiden als gesund für Lungen-, Herz- und Nervenkranke, weshalb unter anderem Ustroń als Luftkurort geschätzt wird.

## Kultur

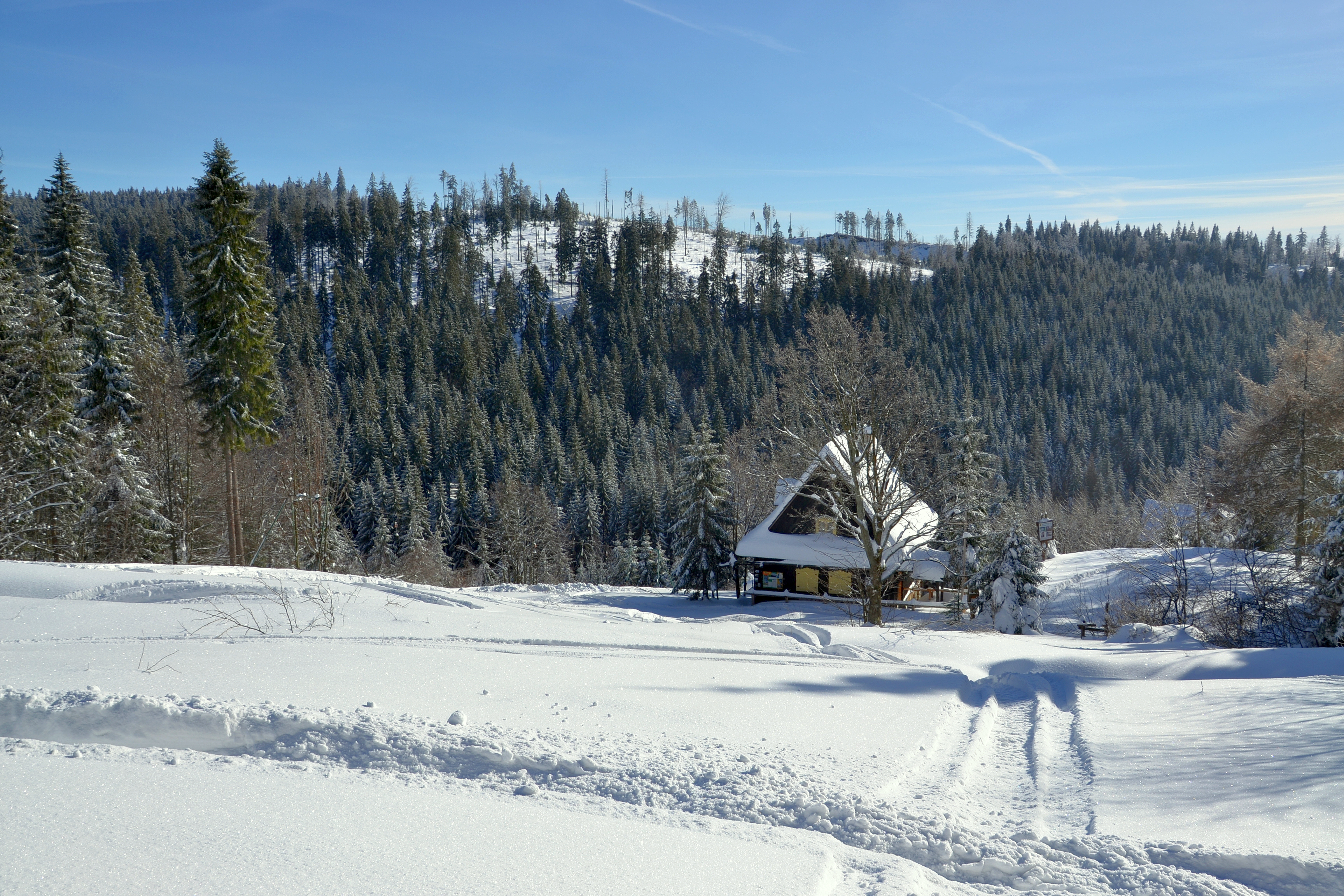
Hala Przysłop

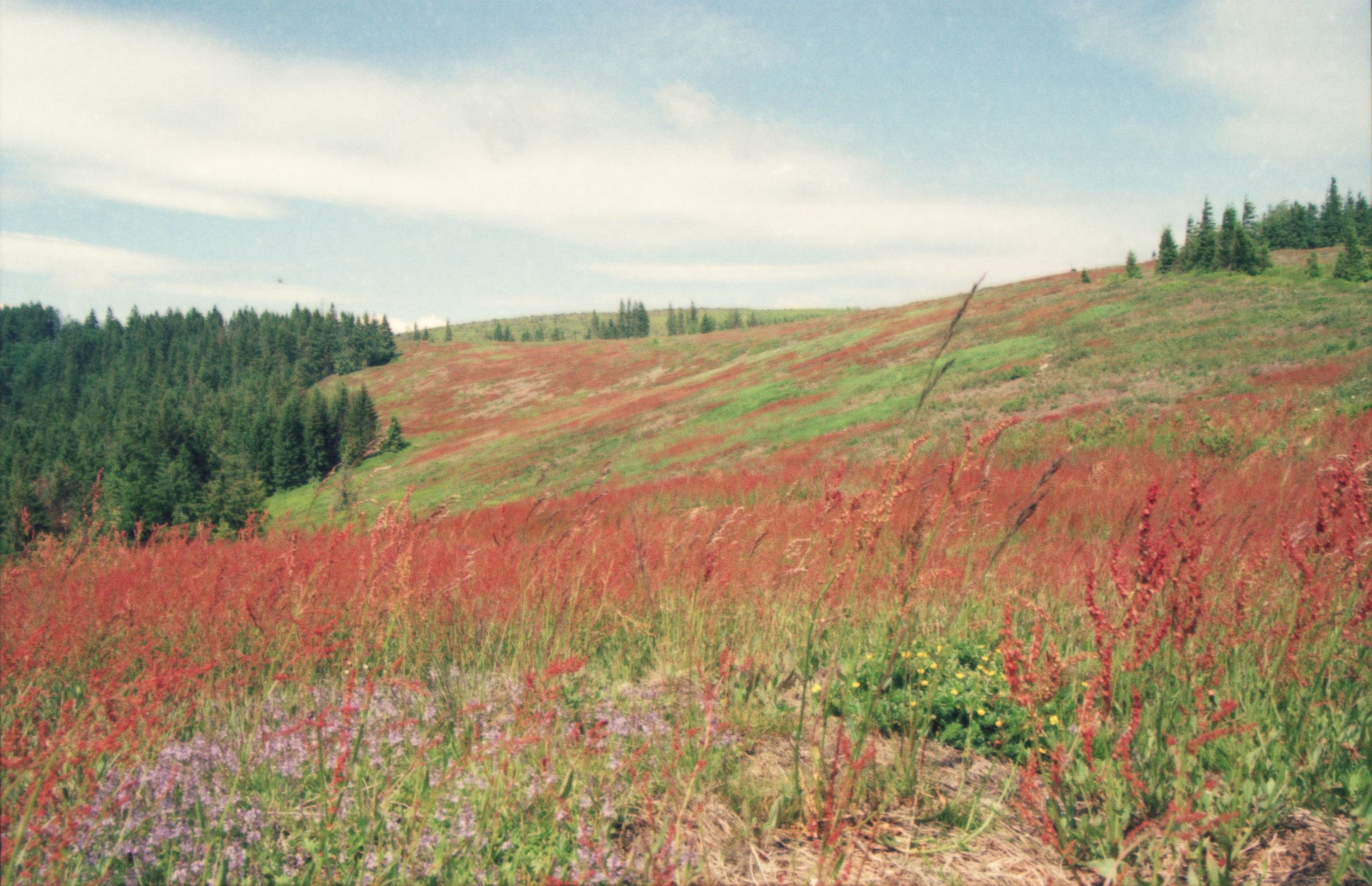
Hala Radziechowska

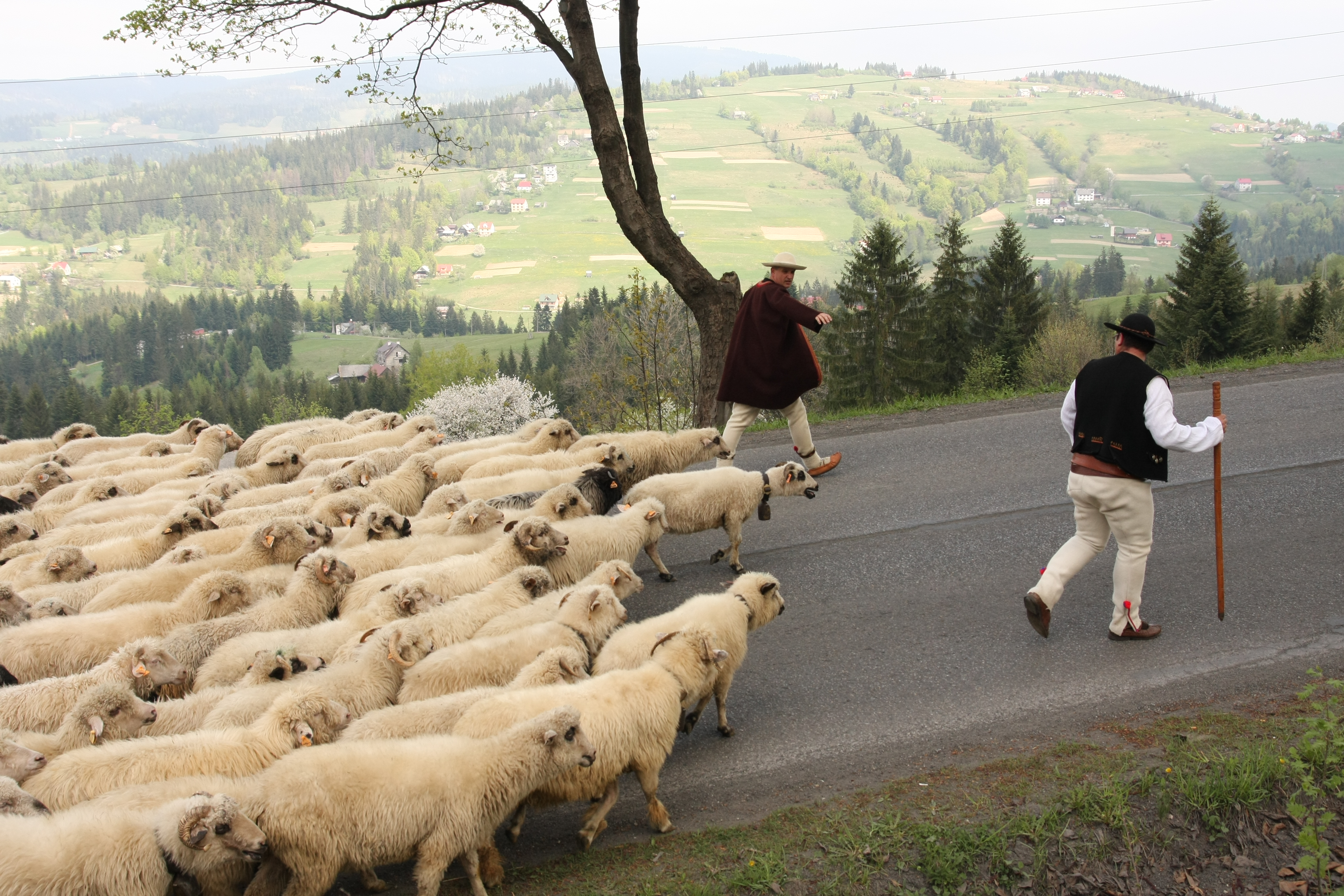
Almauftrieb Koniaków

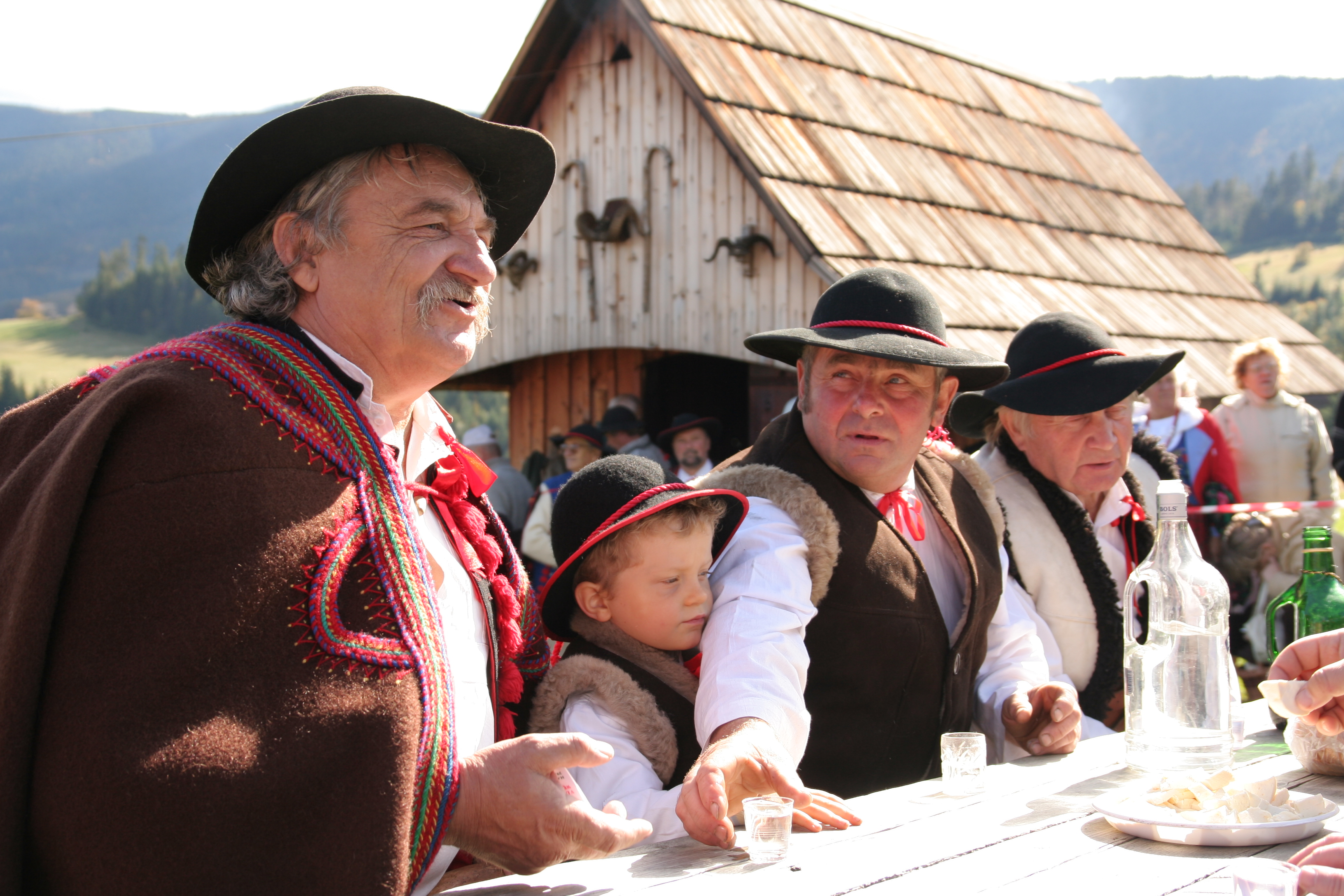
Schlesische Góralen

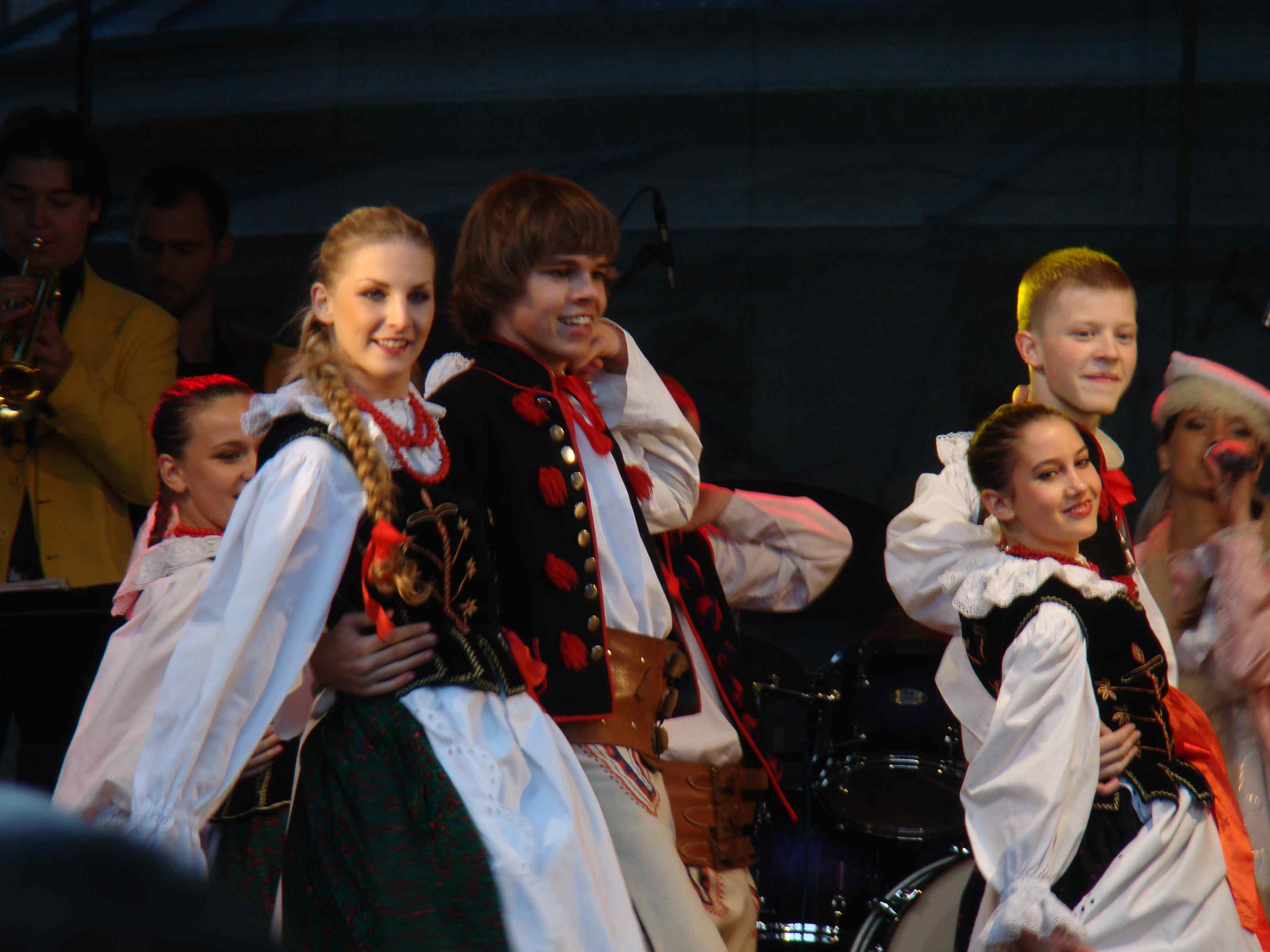
Saybuscher Góralen

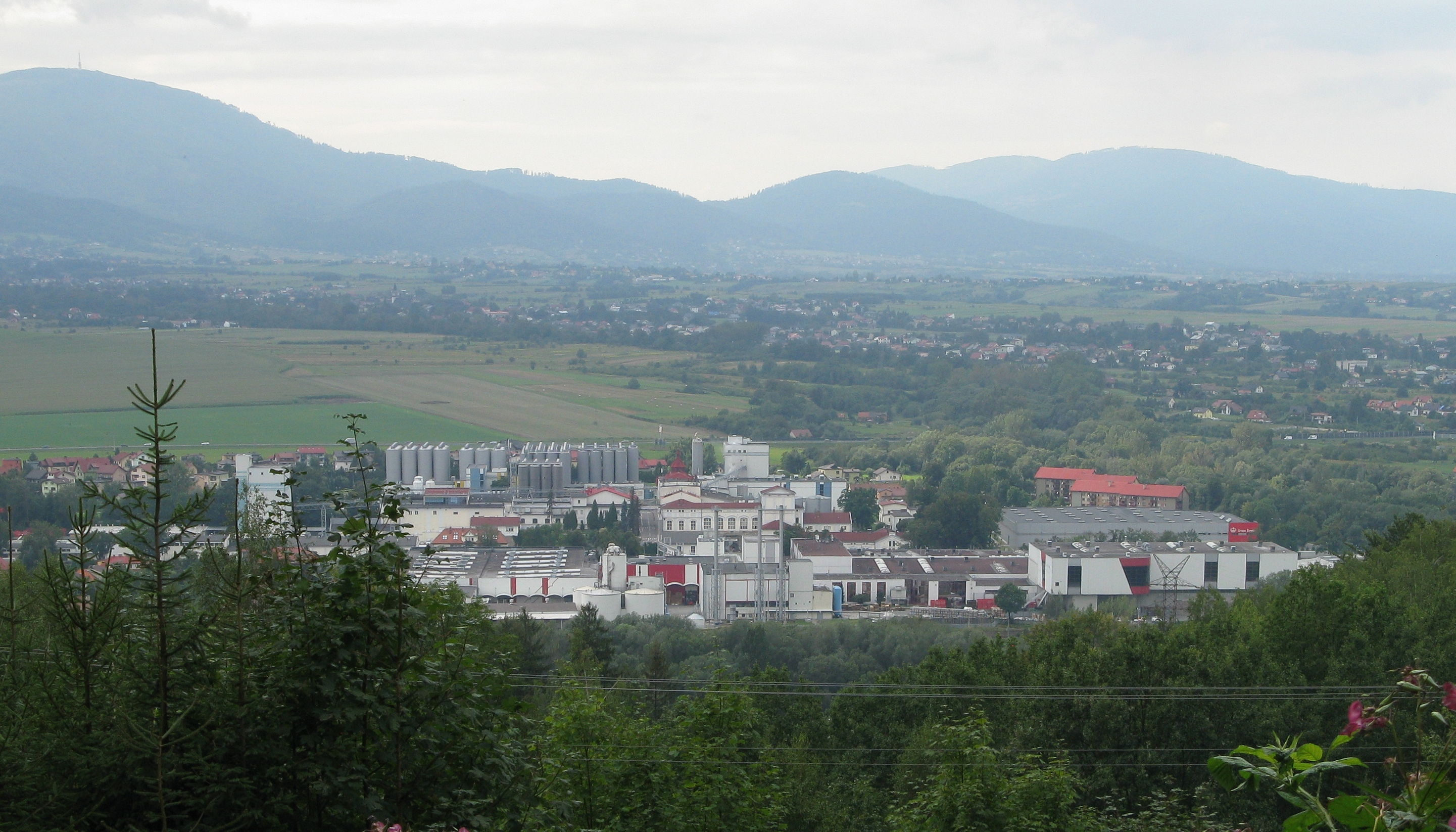
Brauerei Żywiec

### Almwirtschaft
Während des Mittelalters kamen Jäger und Hirten in die Schlesischen Beskiden. Ab dem 13. bis ins 15. Jahrhundert kamen Siedler aus der Walachei in den Süden Polens. Die Walachen waren vor allem Hirten und betrieben Viehzucht und Almwirtschaft in den Beskiden. Ab der frühen Neuzeit wurden auch die Täler der Schlesischen Beskiden für die Almwirtschaft genutzt. Misch- und Nadelwälder wurden gerodet, um Almen für die Viehzucht anzulegen. Die Almen (poln. Hala) wurden in der Regel nach den reichen Hirtenfamilien, die Eigentumsrechte an den Almen erwarben, benannt. Viele Landeigentümer in den Schlesischen Beskiden wurden nach dem Zweiten Weltkrieg enteignet. Die Almwirtschaft wird in den Schlesischen Beskiden gleichwohl weiter betrieben. Viele Almen wachsen aber auch mit der ursprünglichen Vegetation zu. Spuren der Almwirtschaft sind noch die alten Almhütten und die Namen der Bergwiesen in den Schlesischen Beskiden.
| Name der Alm                  | Deutsche Bezeichnung              | Lage                                 | Zugang                         | Bemerkungen                                           |
| ----------------------------- | --------------------------------- | ------------------------------------ | ------------------------------ | ----------------------------------------------------- |
| Hala Barania                  | Widderalm                         | Barania Góra / Magurka Radziechowska | markierter Wanderweg           | Alm wächst mit Nadelwald zu                           |
| Hala Jaworowa                 | Jawor-Alm                         | Kotarz                               | markierte Wanderwege           | Almhütten erhalten                                    |
| Hala Skrzyczeńska             | Skrzyczne-Alm                     | Skrzyczne                            | markierte Wanderwege, Skilifte | Skigebiet Szczyrk Mountain Resort                     |
| Hondraski                     |                                   | Skrzyczne                            | markierte Wanderwege           | Almhütten erhalten                                    |
| Hala Jaskowa                  | Johannes-Alm                      | Skrzyczne                            | markierter Wanderweg           | Almhütten erhalten, wächst teilweise mit Nadelwald zu |
| Hala Jaworzyna pod Skrzycznem | Jaworzyna-Alm unter dem Skrzyczne | Skrzyczne                            | markierte Wanderwege, Skilifte | Skigebiet Szczyrk                                     |
| Hala Kamienicka               | Steinalm                          | Szyndzielnia                         | markierte Wanderwege, Skilifte | Skigebiet Szyndzielnia, Berghütte Szyndzielnia        |
| Hala Przysłop                 | Przysłop-Alm                      | Barania Góra                         | markierte Wanderwege           | Langlaufloipe, Berghütte Barania Góra                 |
| Hala Radziechowska            | Radziechowska-Alm                 | Glinne und Magurka Radziechowska     | markierte Wanderwege           | Almwirtschaft betrieben                               |
| Stokłosica                    | Stokłosica                        | Czantoria Wielka                     | markierte Wanderwege, Skilift  | Skigebiet Czantoria, Sommerrodelbahn                  |

### Góralen
Die Architektur, Kunst, Tracht, Musik, Küche und Literatur der Schlesischen Beskiden wird als Teil der Góralenkultur gesehen. Die Góralen sind Bergbewohner, „góra“ ist polnisch für Berg. In den Schlesischen Beskiden leben Schlesische Góralen (polnisch: Górale śląscy) in den Tälern der Brennica, Weichsel, Soła und Olsa in Polen und Tschechien sowie Saybuscher Góralen (polnisch: Górale żywieccy) im östlichen Teil des Gebirges. Ihre Folklore geht teilweise auf die Walachen zurück, die im Spätmittelalter aus der Walachei in die Beskiden kamen.
Die Schlesischen Góralen bewohnen die höheren Abschnitte der Bergtäler, die ursprünglich zum Herzogtum Teschen gehörten – beiderseits der Grenze des Olsa-Gebietes. Ihr Dialekt und ihre Folklore sind eng mit denen der anderen Góralen in den Beskiden verwandt. Alljährlich findet das Kulturfestival der Schlesischen Góralen in Jablunkov im August statt. Die unteren Bergtäler werden hingegen von den Schlesischen Lachen (polnisch: Lachy śląskie) bewohnt, die die Teschener Mundarten sprechen und sich von den Góralen auch in ihrer Folklore unterscheiden.
Die Saybuscher Góralen bewohnen neben den Osthängen der Schlesischen Beskiden auch die Kleinen Beskiden und die Saybuscher Beskiden im kleinpolnischen Saybuscher Land.

### Bierkultur
Bereits im Mittelalter wurde erkannt, dass das Wasser der Gebirgsbäche der Schlesischen Beskiden sich sehr gut als Brauwasser eignet. Im 15. Jahrhundert entstand in Cieszyn eine vom Stadtbürgertum verwaltete Brauerei, die mit dem Wasser der Olsa braute. 1838 beschloss Karl Habsburg eine Brauerei auf dem Teschener Burgberg zu bauen. Die Schlossbrauerei Cieszyn wurde 1847 – in seinen letzten Betriebsjahren – im Handelsregister eingetragen. Sein Sohn und Nachfolger Albrecht Habsburg gründete 1852 – eingetragen im Handelsregister 1856 – in Żywiec eine zweite Brauerei, die mit dem Wasser der Leśna braute. Beide Brauereien der Schlesischen Beskiden waren sehr erfolgreich und exportierten ihre Erzeugnisse in alle Lande der Habsburger Monarchie. In der Zwischenkriegszeit gehörten die Habsburger Brauereien zu den größten Bierproduzenten in der Zweiten Polnischen Republik. Im Zuge der sowjetischen Besetzung Polens wurden die Habsburger 1944 enteignet, die Brauereien funktionierten jedoch in der Volksrepublik weiter. Heute sind beide Brauereien die Hauptproduzenten der Grupa Żywiec, dem zweitgrößten polnischen Bierbrauer mit einem Marktanteil von ca. 30 %. Der Heineken-Konzern hält derzeit 61 % der Anteile an der Grupa Żywiec S.A.

### Bauten
In den Schlesischen Beskiden gibt es zahlreiche barocke Holzkirchen, die teilweise bis ins 16. Jahrhundert zurückreichen. Eine Besonderheit der Region sind die evangelischen Waldkirchen, die zur Zeit der habsburgischen Gegenreformation angelegt wurden, als das Abhalten von protestantischen Gottesdiensten im Herzogtum Teschen verboten war. Aussichtstürme befinden sich auf den Gipfeln der Barania Góra, Skrzyczne und Czantoria Wielka. Zu den wichtigsten Bauten der Schlesischen Beskiden zählen:
| Bauwerk                      | Ort / Berg   | Bild |
| ---------------------------- | ------------ | ---- |
| Präsidentenschloss           | Wisła        |      |
| Hedwigskirche                | Wisła        |      |
| Habsburgerisches Jagdschloss | Wisła        |      |
| Annakirche                   | Ustroń       |      |
| Aussichtsturm                | Barania Góra |      |

## Tourismus

### Verkehrsanbindung

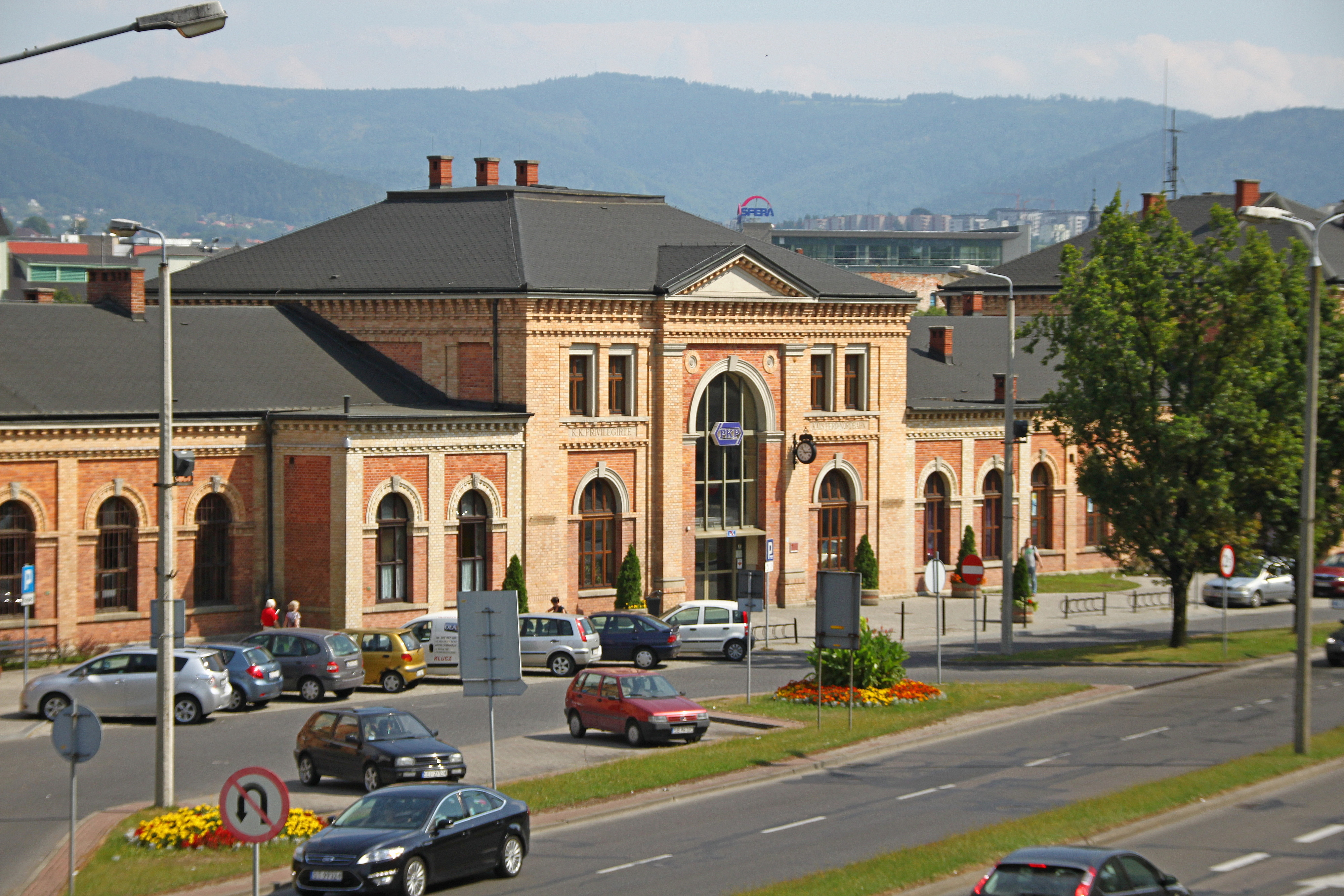
Bahnhof Bielsko-Biała Główna

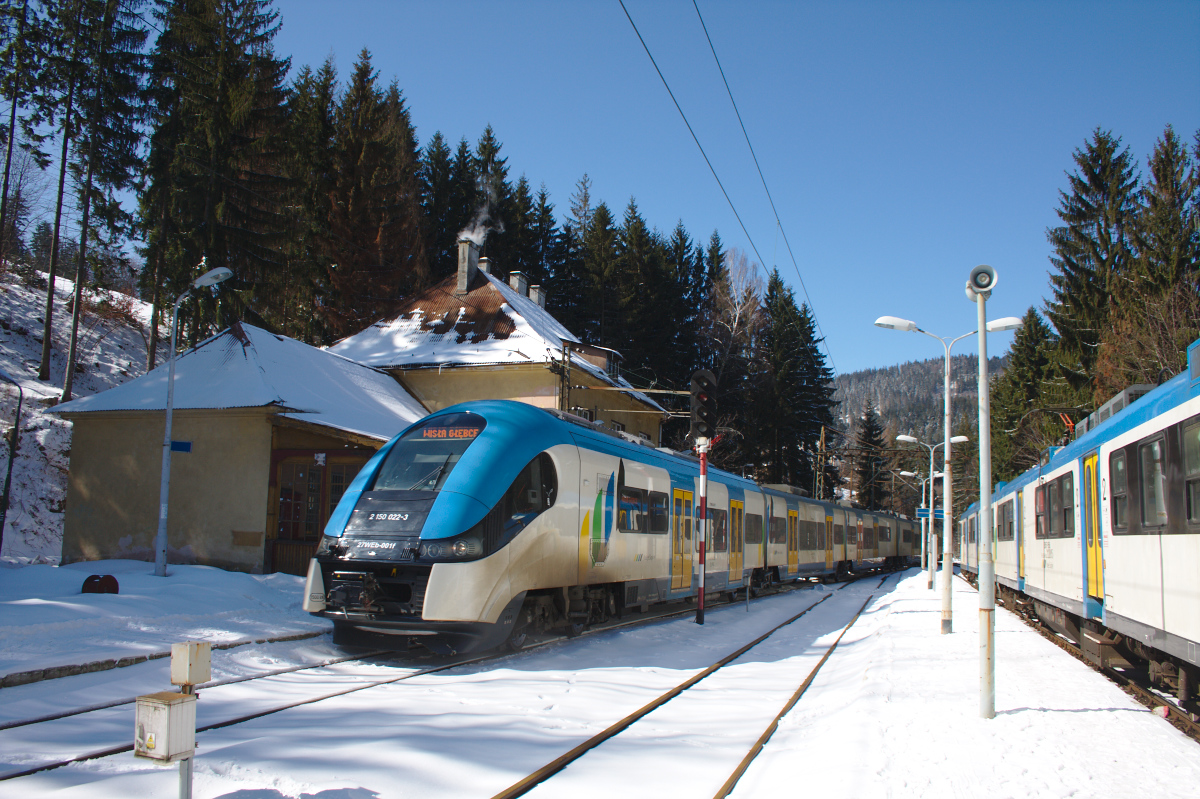
Bahnhof Wisła Głębce

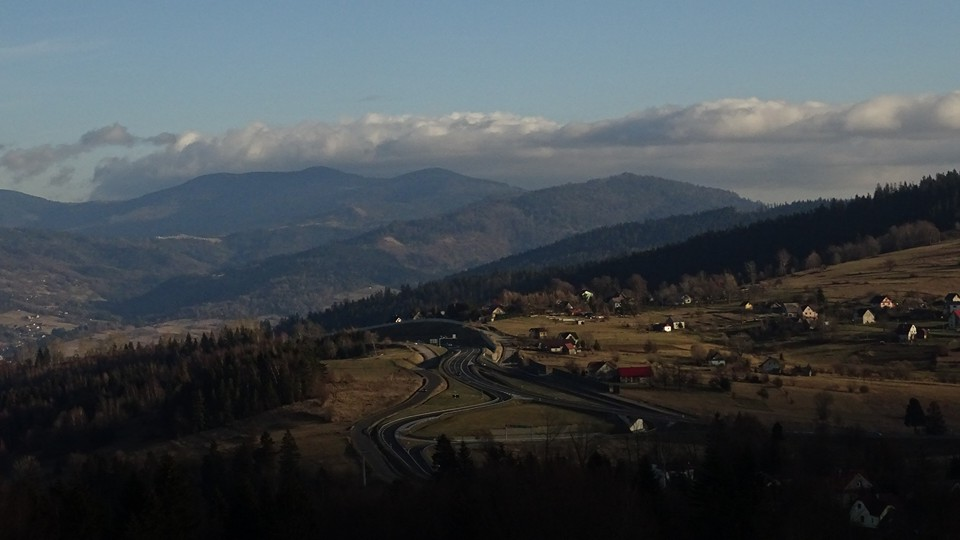
S1 bei Laliki

Die Schlesischen Beskiden sind der am besten für den Tourismus erschlossene Teil der Beskiden. Insbesondere in Bielsko-Biała, Ustroń, Wisła, Brenna und Szczyrk befindet sich eine gut ausgebaute touristische Infrastruktur.

#### Bahn
Die Bahnstrecke 117 verbindet Krakau mit Bielsko-Biała, der Nordostecke der Schlesischen Beskiden. Zwischen Katowice und Bielsko-Biała Hauptbahnhof gibt es auch eine gut ausgebaute Bahnverbindung, die Bahnstrecke 139, die weiter am Ost- und Südrand der Schlesischen Beskiden durch das Wolfsdorfer Tor, das Saybuscher Becken und die Przełęcz Zwardońska bis nach Zwardoń am Südrand der Schlesischen Beskiden und weiter in die Slowakei führt. Von Bielsko-Biała nach Cieszyn führt am Nordrand der Schlesischen Beskiden die Bahnstrecke 190, die weiter nach Tschechien führt.
Von ihr zweigt in Goleszów die Bahnstrecke 191 durch das Weichseltal bis nach Wisła Głębce in Wisła nach Süden ab und führt mitten durch die Schlesischen Beskiden zwischen dem Równica/Barania- und dem Czantoria-Kamm. Die in den 1930er Jahren gebaute Strecke sollte ursprünglich mit einem Tunnel unter dem Pass Przełęcz Kubalonka mit der Strecke 139 in Zwardoń im Süden verbunden werden, doch wurden die Pläne durch den Zweiten Weltkrieg vereitelt und danach nicht wieder aufgenommen.

#### Straße
Im Süden der Woiwodschaft Schlesien kreuzen sich die Autobahn A1 von der tschechischen Grenze im Süden bis Danzig im Norden und die Autobahn A4 von der deutschen Grenze bei Görlitz im Westen bis zur ukrainischen Grenze bei Przemyśl im Osten. Bielsko-Biała ist von Krakau über die Schnellstraße S52 in ca. zwei Stunden und von Katowice über die Schnellstraße S1 in ca. einer Stunde gut zu erreichen. Die Schnellstraße S52 führt weiter am Nordrand der Schlesischen Beskiden nach Westen, wo sie bei Cieszyn in Tschechien in die Schnellstraße 48 übergeht. Die Schnellstraße S1 führt weiter am Ost- und Südrand der Schlesischen Beskiden nach Süden, wo sie bei Zwardoń in der Slowakei in die Schnellstraße D3 übergeht. Am Westrand der Schlesischen Beskiden führt die tschechische Schnellstraße 11.
Mitten durch die Schlesischen Beskiden in Nord-Süd-Richtung verläuft die Woiwodschaftsstraße 941 von Skoczów, wo sie die südliche Verlängerung der Schnellstraße 81 von Katowice darstellt, über Ustroń und Wisła nach Istebna. In Wisła zweigt nach Osten die Woiwodschaftsstraße 942 ab, die über Szczyrk nach Bielsko-Biała führt. Am Olsa-Tal verläuft in west-östlicher Richtung die Woiwodschaftsstraße 943 von Laliki über Koniaków nach Istebna und weiter nach Tschechien. In Ustroń zweigt von der Woiwodschaftsstraße 942 eine serpentinenreiche Bergstraße auf den Gipfel der Równica ab.

#### Flughäfen
In Bielsko-Biała gibt es einen Verkehrslandeplatz, von dem auch Segelflieger starten. Die nächstgelegenen internationalen Flughäfen befinden sich in Krakau-Balice an der S52 ca. zwei Autostunden östlich von Bielsko-Biała und in Katowice-Pyrzowice an der A1 bzw. S1 ca. 1,5 Autostunden nördlich von Bielsko-Biała.

### Sommersport

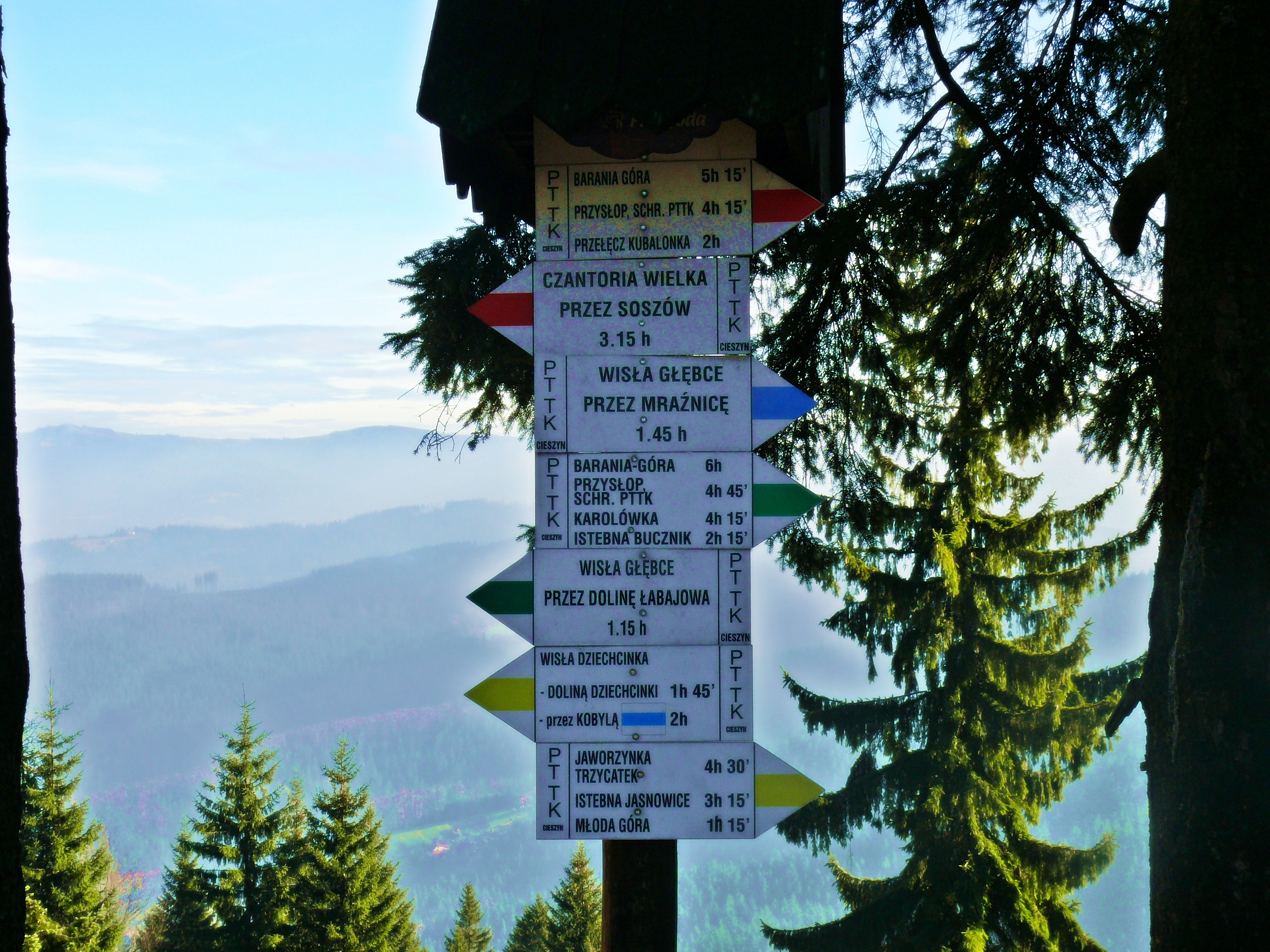
Wanderweg am Stożek Wielki

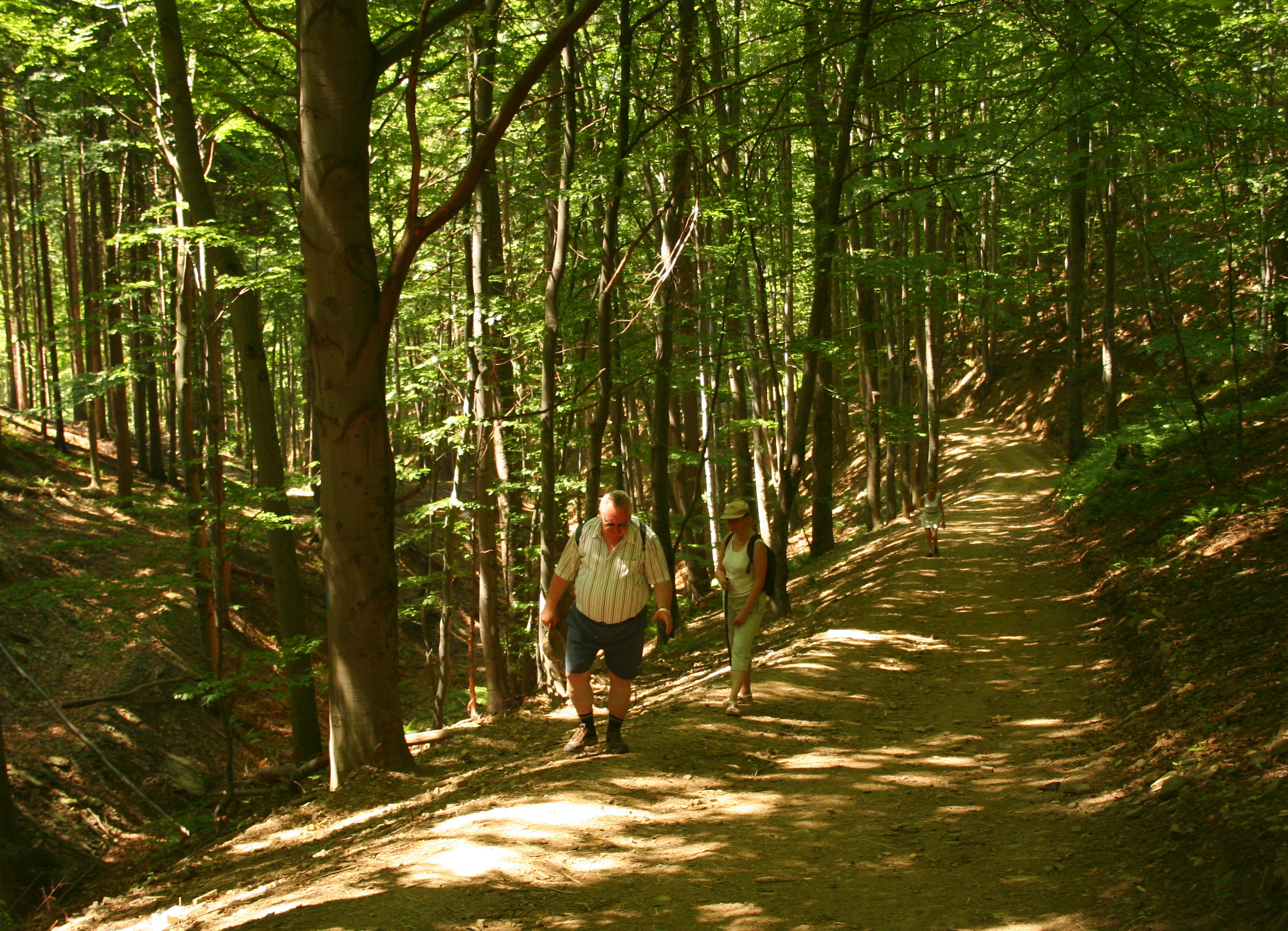
Wanderweg auf die Równica

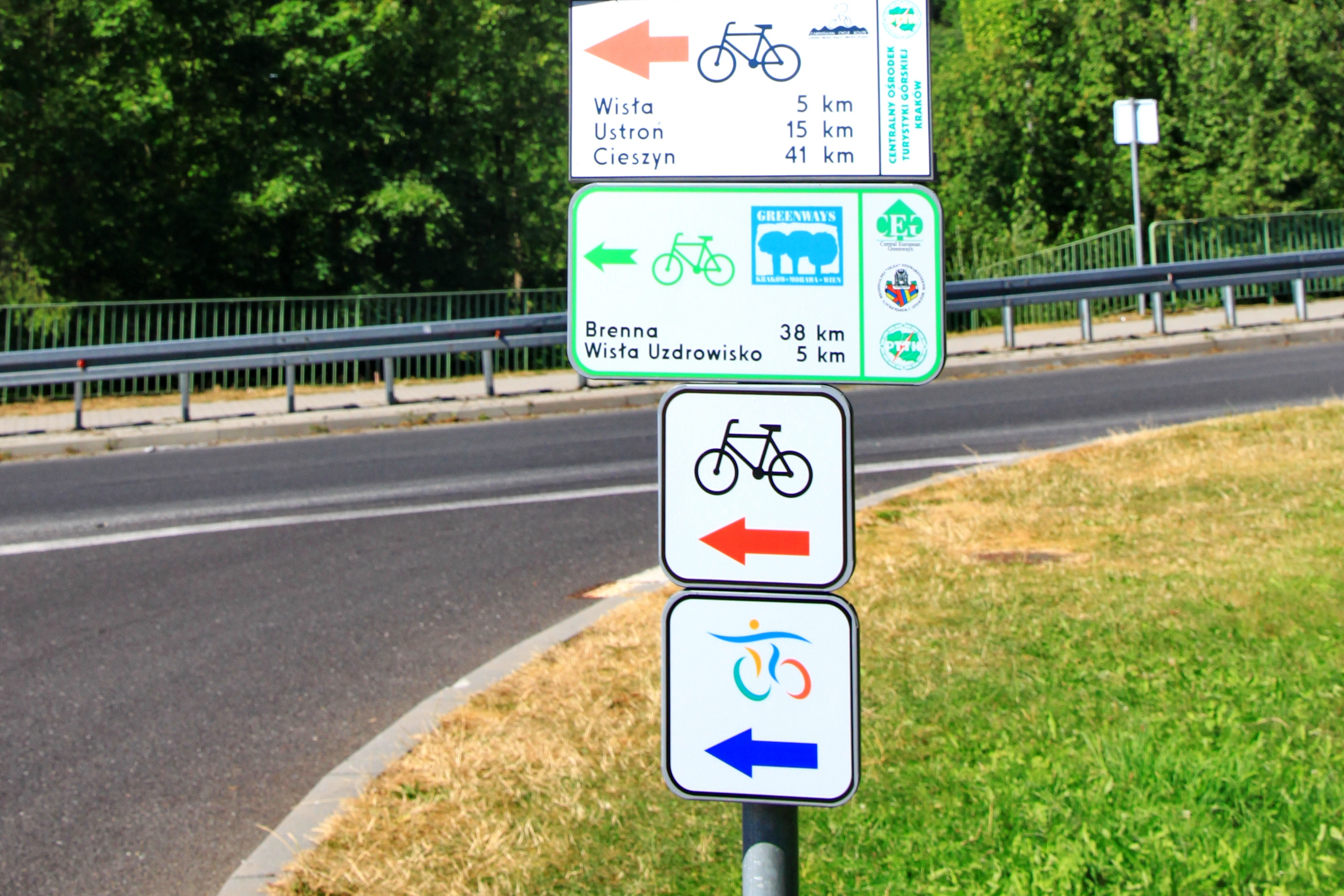
Radfernwege in Wisła-Głębce

#### Wandern und Bergsteigen
Vor dem Beitritt Polens und Tschechiens zum Schengener Abkommen gab es in und um die Schlesischen Beskiden elf Grenzübergänge. Seit dem Beitritt kann die grüne polnisch-tschechische Grenze an jeder Stelle passiert werden. Grenzkontrollen finden nicht statt. In Naturreservaten kann jedoch das Verlassen der markierten Wanderwege zum Schutz der Natur verboten sein. In den Schlesischen Beskiden beginnt auch der Beskiden-Hauptwanderweg, der in den Schlesischen Beskiden wie folgt verläuft:
- ▬ rot markiert von Ustroń – Równica – Czantoria Wielka – Stożek Wielki – Przełęcz Kubalonka – Barania Góra – Węgierska Górka

#### Berghütten
Für Wanderer gibt es mehrere Schutzhütten in den Schlesischen Beskiden.
| Berghütte                                            | Höhe in n.m.p.m. | Bild |
| ---------------------------------------------------- | ---------------- | ---- |
| PTTK-Berghütte Błatna                                | 891              |      |
| PTTK-Berghütte Klimczok                              | 1034             |      |
| PTTK-Berghütte Barania Góra                          | 900              |      |
| PTTK-Berghütte Równica                               | 785              |      |
| PTTK-Berghütte Skrzyczne                             | 1250             |      |
| PTTK-Berghütte Stożek                                | 979              |      |
| PTTK-Berghütte Szyndzielnia                          | 1001             |      |
| Berghütte Skibówki                                   | 885              |      |
| Berghütte Kozia Góra                                 | 686              |      |
| Berghütte Dęboiec                                    | 686              |      |
| Berghütte Soszów Wielki                              | 792              |      |
| Berghütte Stecówka                                   | 760              |      |
| Onkel Toms Hütte auf der Przełęcz Karkoszczonka      | 736              |      |
| Berghütte Telesforówka auf den Trzy Kopce Wiślańskie | 810              |      |
| Berghütte Pietraszonka                               | 600              |      |

#### Lifte
Wanderer und Wintersportler können die folgenden Lifte und Gondelbahnen benutzen.
| Sessellift / Gondelbahn      | Berg             | Talort        | Länge  | Bild |
| ---------------------------- | ---------------- | ------------- | ------ | ---- |
| Gondelbahn Szyndzielnia      | Szyndzielnia     | Bielsko-Biała | 1810 m |      |
| Gondelbahn Hala Skrzyczeńska | Małe Skrzyczne   | Szczyrk       | 1427 m |      |
| Sessellift Skrzyczne         | Skrzyczne        | Szczyrk       | 2773 m |      |
| Sessellift Czantoria         | Czantoria Wielka | Ustroń        | 1604 m |      |

#### Klettern
In den Schlesischen Beskiden findet man zwar vereinzelt Felsformationen, die sich zum Klettern eignen würden, jedoch sind diese meist geschützt, so dass Klettern hier untersagt ist.

#### Wassersport
Baden und Schwimmen ist am unteren Lauf der Weichsel in Wisła und Ustroń in den Sommermonaten beliebt.

#### Fahrrad
Fahr- und Motorradfahren ist in den Schlesischen Beskiden beliebt. Es gibt ausgewiesene Fahrradrouten in und um die Schlesischen Beskiden. Die Tour de Pologne ist hier oft zu Gast.

#### Fliegen und Springen
Segelflieger und Fallschirmspringer starten von dem Segelfluggelände Żar in den Kleinen Beskiden. Paragliding ist von den Gipfeln um Szczyrk besonders beliebt.

### Wintersport

#### Skifahren
In den Schlesischen Beskiden gibt es zahlreiche Skigebiete.
| Name                              | Ort           | Seehöhe in m | Seehöhe in m | Liftanlagen | Pisten in km | Weblink | Bild |
| Name                              | Ort           | von          | bis          | Liftanlagen | Pisten in km | Weblink | Bild |
| --------------------------------- | ------------- | ------------ | ------------ | ----------- | ------------ | ------- | ---- |
| Skigebiet Cieńków                 | Wisła         | 720          | 524          | 6           | 6,87         | Website |      |
| Skigebiet Soszów                  | Wisła         | 886          | 610          | 5           | 5,7          | Website |      |
| Skigebiet Nowa Osada              | Wisła         | 681          | 485          | 3           | 4            | Website |      |
| Skigebiet Stożek                  | Wisła         | 959          | 713          | 3           | 3,3          | Website |      |
| Skigebiet Stok                    | Wisła         | 655          | 482          | 3           | 2,2          | Website |      |
| Skigebiet Klepki                  | Wisła         |              |              | 3           | 1,8          | Website |      |
| Skigebiet Skolnity                | Wisła         |              |              | 2           | 2,1          | Website |      |
| Skigebiet Czantoria               | Ustroń        | 851          | 389          | 4           | 4,5          | Website |      |
| Skigebiet Palenica Ustroń         | Ustroń        | 668          | 434          | 1           | 1            | Website |      |
| Skigebiet Poniwiec Mała Czantoria | Ustroń        |              |              | 2           | 1,1          | Website |      |
| Skigebiet Zagroń                  | Istebna       | 684          | 552          | 3           | 3,7          | Website |      |
| Skigebiet Złoty Groń              | Istebna       | 700          | 550          | 3           | 3,7          | Website |      |
| Skigebiet Szczyrk Mountain Resort | Szczyrk       | 1211         | 618          | 17          | 22,2         | Website |      |
| Skigebiet COS OPO                 | Szczyrk       | 1257         | 540          | 5           | 13,4         | Website |      |
| Skigebiet Beskid Sport Arena      | Szczyrk       | 840          | 590          | 4           | 2,67         | Website |      |
| Skigebiet Szyndzielnia            | Bielsko-Biała | 1001         | 509          | 4           | 2,5          | Website |      |
| Skigebiet Dębowiec                | Bielsko-Biała | 525,5        | 420          | 2           | 0,7          | Website |      |

#### Skilanglauf
Skilanglauf ist insbesondere in Wisła beliebt. Die Langlaufloipe beginnt auf dem Pass Przełęcz Kubalonka und führt über die Hänge der Barania Góra.

#### Skispringen
In den Schlesischen Beskiden gibt es zwei große Skisprungschanzen in Wisła (Malinka) und Szczyrk (Skalite-Schanzen). Daneben gibt es zahlreiche kleinere weniger bekannte Schanzen.
| Schanze          | Berg    | Ort     | Schanzenrekord | Bild |
| ---------------- | ------- | ------- | -------------- | ---- |
| Malinka          | Cienków | Wisła   | 139 m          |      |
| Skalite-Schanzen | Skalite | Szczyrk | 116 m          |      |